# Belle-Île-en-Mer
Pour les articles homonymes, voir Belle-Île.
Ne doit pas être confondu avec Belle-Isle-en-Terre.
Belle-Île-en-Mer, appelée plus couramment Belle-Île, est une île française rocheuse située dans le golfe de Gascogne (océan Atlantique), au sud de la Bretagne dans le département du Morbihan, à 12,3 km au sud de Quiberon, et à la même latitude que Le Croisic à 50 km. C'est la troisième plus grande île des côtes de la France métropolitaine après la Corse et Oléron, et la quatrième après Jersey si l'on prend en compte les îles Anglo-Normandes. Elle reste la deuxième plus grande île métropolitaine non reliée au continent par un pont.
Elle est composée de quatre communes (Bangor, Le Palais, Locmaria et Sauzon) qui sont rattachées au canton de Quiberon.
Les habitants de l'île se nomment les Bellilois et les Belliloises.

## Toponymie
C’est dans les écrits du géographe Ptolémée qu'apparaît pour la première fois le nom de Vindilis pour désigner Belle-Île. En gaulois, vindo veut dire « blanc », ou métaphoriquement « beau, brillant », et illis signifie « île ». Comme l'île n'apparaît pas comme blanche avec ses falaises de schiste noir, le sens de Vindilis est donc déjà celui de « belle île ».
Pline l’Ancien désignait, quant à lui, l’ensemble des îles de Groix, Belle-Île, Houat et Hoëdic sous le nom d’Insulae Veneticae, c'est-à-dire îles des Vénètes, peuple celte de navigateurs qui a également laissé son nom à la ville de Vannes.
En vieux breton, Belle-Île est nommée Guedel, Guadel ou parfois Gwedel à partir du XIe siècle (1029, Charte d’Alain Canhiart, comte de Cornouaille). Les désignations sous les formes grecques de kalos nésos (c’est-à-dire « belle île ») ou latines Calonessus apparaissent sur quelques cartes ou descriptions à partir du XVIe siècle.
À la fin du Moyen Âge, le nom de Belle-Isle est désormais utilisé en français. Avec la construction au XVIe siècle du fort de Palais, elle va être désignée en breton comme Enez ar Kêr veur, « île du grand fort », plus simplement Ar Gerveur.
Temporairement, sous la Révolution française, l’île fut appelée « île de l'Unité », mais ce nom ne fut jamais confirmé par décret. Quinze ans plus tard, sous Napoléon Ier, la municipalité proposa la nouvelle dénomination de Belle-Isle Joséphine mais le divorce de Napoléon oblige, cette appellation ne fut jamais acceptée. L’île gardera alors ses noms de Belle-Île-en-Mer en français, l’extension « en Mer » apparaissant sur les cartes du début XVIIIe siècle, et d’Enez ar Gerveur en breton.
Au nom de Belle-Île, on ajoute parfois « la bien nommée », formule trouvée par la poétesse belliloise Éva Jouan, dans son recueil de poèmes De la grève, paru en 1896.

## Géographie

### Situation

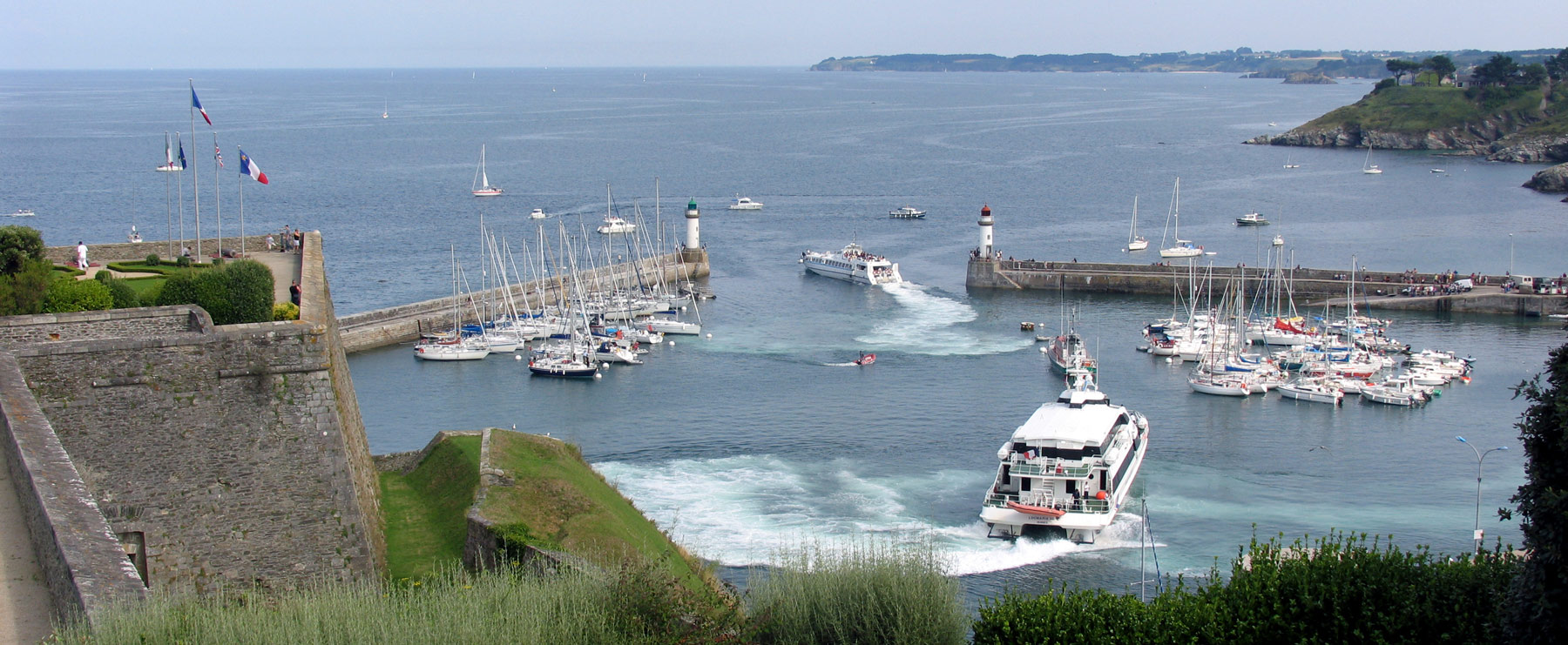
Vue de la rade du Palais depuis les hauteurs de la Citadelle Vauban.

C’est la plus grande des îles du Ponant, elle est située à 12,3 km au sud de Quiberon, presque à la même latitude que Le Croisic à 50 km (26,4 milles marins) et proche des îles de Houat et Hœdic. Elle est aussi à 40 km (21 milles marins) de Port-Tudy (Île de Groix).
La côte nord de Belle-Île est la limite sud-ouest de Mor braz.

### Découpage administratif
Les quatre communes de Belle-Île, associées dans la communauté de communes de Belle-Île-en-Mer (CCBI), forment l'ancien canton de Belle-Île qui comprenait aussi les îles de Houat et de Hoëdic :
Bangor, bourg situé à l’intérieur des terres et sur la côte sud, Le Palais, port principal de l’île et siège de la communauté de communes, Locmaria, bourg situé à la pointe est de l’île et Sauzon, second port à l'ouest de l'île.

### Description

Carte thématique de Belle-Île.

#### Relief et géologie

La plage et le port de Kérel à Bangor avec, en arrière plan à gauche, la Pointe de Bornor, et à droite de celle-ci, l’entrée de Porh Roder.

Belle-Île est la plus grande des îles bretonnes, mesurant 17 km de long sur 9 km de large, et culminant à 71 mètres, avec une superficie de 85 km2. C'est un vaste plateau de schistes dominant l'océan d'une altitude moyenne de 40 mètres, bordé de falaises entaillées par de nombreux petits vallons qui ont été creusés par des ruisseaux côtiers et qui débouchent sur des ports ou des plages. Les deux plus importants ont été utilisés pour établir les ports de Sauzon et de Palais.
L'île est de formation volcanique très ancienne (Ordovicien), contrairement à la presqu'île de Quiberon, et aux îles de Houat et de Hoedic qui sont de formation métamorphique en roche granitique. C'est la partie émergée d'un ensemble volcano-sédimentaire du plateau continental sud-armoricain.
La stratigraphie de ces roches couvre une période allant de l'Ordovicien au Silurien. La côte de l’île, qui est constituée d’une roche friable faite de schistes et de micaschistes, mêlée de quartz, de tuf, subit une érosion intense de la mer, particulièrement sur la façade sud-ouest tournée vers le large (Côte Sauvage). Il en résulte une côte très découpée, constituée en majorité de falaises abruptes. Témoin de cette érosion rapide, l’îlot de Lonègues, qui au Moyen Âge prolongeait la pointe des Poulains, a aujourd’hui pratiquement disparu sous les eaux. L’extrémité nord de l’île se prolonge d’îlots raccordés au socle principal par des bancs de sable, où la mer s’insinue à marée haute.

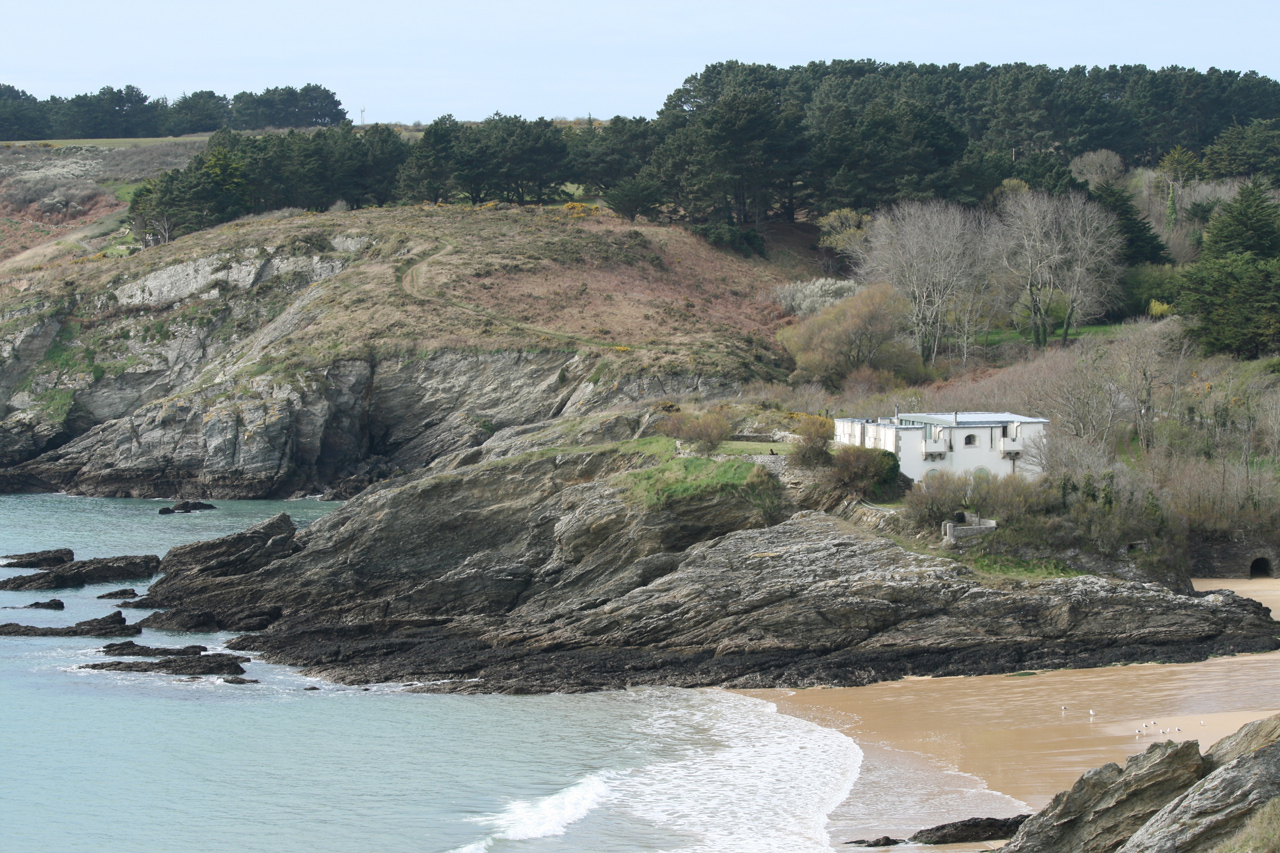
La côte sauvage par beau temps, alternance de plages et de falaises.

Sur la côte exposée au nord-est, face au continent et donc la plus abritée, débouchent deux rias qui ont permis la création des deux ports principaux de l’île : Le Palais et Sauzon. Sur cette même façade on trouve les plus grandes plages de l’île (les Grands Sables et Bordardoué).
La côte sud, bien protégée, est jalonnée des plages aux eaux plus chaudes, favorables à la baignade (Port Goulphar, Port Kérel, Dotchot, Herlin, etc.) ; la côte ouest a la plage la plus spectaculaire, celle de Port Donnant, qui est adossée à une importante dune fossile de sables calcaires, la dune de Donnant, constituée par un dépôt éolien datant d'une époque où l'étendue découverte par l'Océan était assez vaste pour produire tout ce sable ; sur la côte est se trouvent les plages de Port Maria, Port Blanc et Port Andro. Le contraste est frappant entre le centre exposé au vent, où les champs de céréales alternent avec les ajoncs, et les versants abrités des vallons aux grasses prairies, où se groupent les maisons blanchies à la chaux.

#### Séismes, raz de marée, calamités

##### Tremblement de terre
Le 5 décembre 1902 un séisme de magnitude 6 a été ressenti à Belle-Île,,.

##### Marée noire
Le 12 décembre 1999, la coque du navire pétrolier Erika s'est fissurée puis s'est brisée en deux. Il a coulé à 55 km au sud de Penmarc’h et à 90 km à l’ouest de Belle-Île-en-Mer. Sa cargaison de 30 900 tonnes de fioul s'est répandue dans l'océan, le 25 décembre la nappe de pétrole a atteint les côte de Groix et de Belle-Île, le nettoyage a duré six mois.

##### Tempêtes[20]& raz-de-marée
La nuit du 3 décembre 1746, la tempête a fait sombrer sur les récifs de Belle-Île le voilier du Prince de Conty revenant de Chine, il transportait des lingots d'or fondus en Chine. La mise en vente aux enchères aux États-Unis a permis d'identifier des pilleurs d'épave qui ont été arrêtés, les lingots d'or ont été saisis puis restitués à la France, ils sont exposés au Musée de la Compagnie des Indes de Lorient.
Le 21 et 22 décembre 1911, un raz-de-marée a submergé les quais de Palais.
Le 9 et 10 janvier 1924, la tempête a causé des submersions. Le raz de marée est la conjonction d'une marée et d'une tempête exceptionnelles. Il a submergé les quais de Palais et de Sauzon, abattu les môles du port de Groix,,.
Lors de la tempête Alex, une rafale de 186 km/h a été enregistrée le 1er octobre 2020.

#### Climat

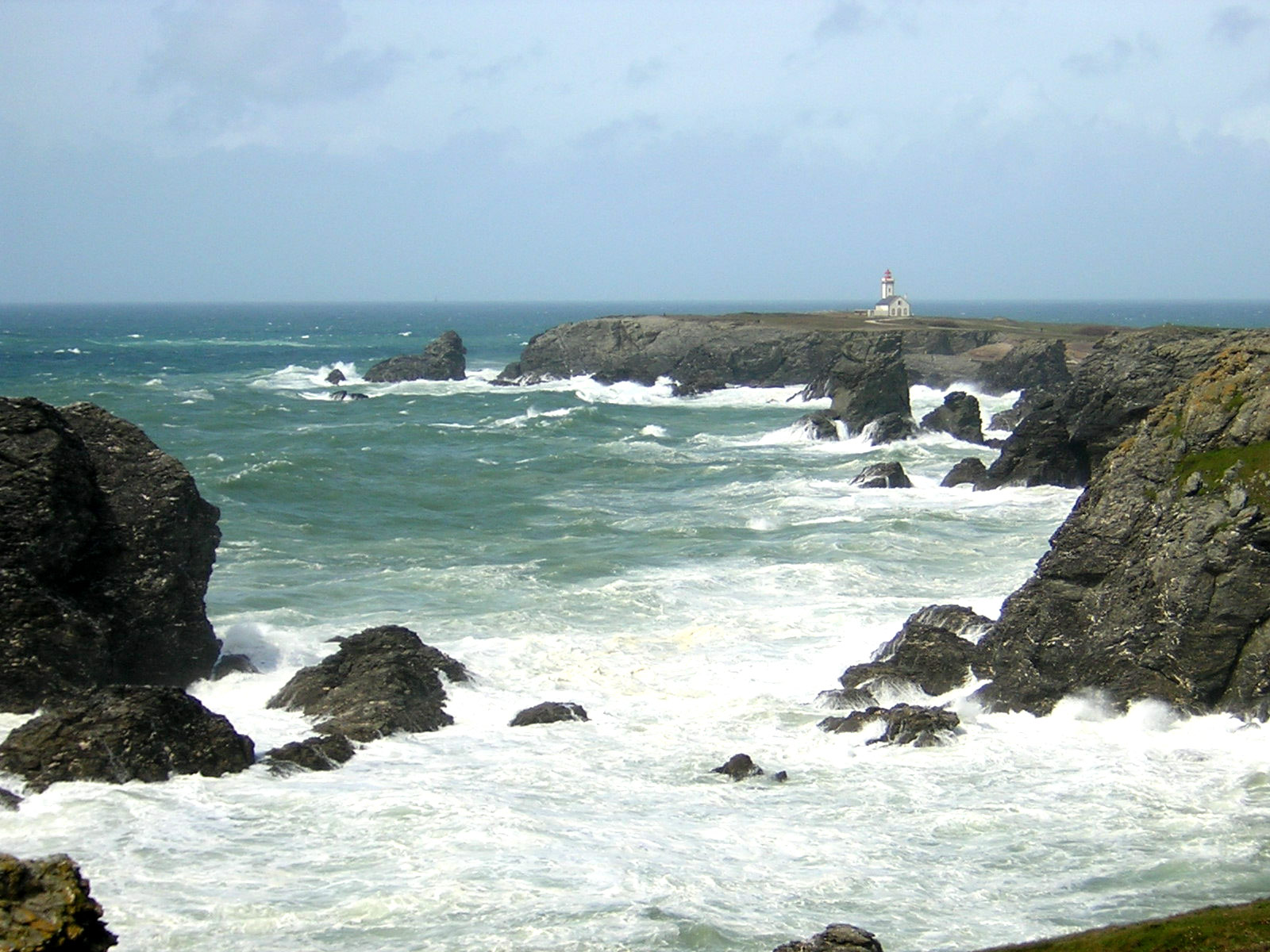
La pointe des Poulains battue par la houle.

Selon Köppen, le climat de Belle-Île est océanique (Cfb) à la limite du climat supra-méditerranéen (Csb). Comme le fait apparaitre le tableau ci-dessous, Belle-Île connait une saison sèche (2T > P et P <40 mm) pendant les 2 mois d’été et bénéficie d’un ensoleillement particulièrement important. Mais la différence entre le mois le plus sec (juin) et le plus humide (janvier) n’est pas assez prononcée : le rapport n’est que de 2,52. À partir de 3, si l’on en croit Wladimir Peter Köppen, Belle-Île aurait fait partie du climat supra-méditerranéen. Mais le climat de Belle-Île ne peut pas se définir comme « très » ou « hyper » océanique car les précipitations sont moyennes sur l’année et faibles en été. Les gelées sont rares, il pleut beaucoup moins que sur le continent, les hivers sont doux (moyenne des minima 5,1 °C pour le mois de février, normales période 1960-1990), l’ensoleillement généreux (2 000 heures par an) ce qui permet, ainsi que sur les rives du golfe du Morbihan, à des plantes méditerranéennes, comme le palmier, la vigne, le figuier, de prospérer dans les vallons abrités.
| Mois                                             | jan.         | fév.         | mars         | avril        | mai          | juin         | jui.         | août         | sep.         | oct.         | nov.         | déc.         | année     |
| ------------------------------------------------ | ------------ | ------------ | ------------ | ------------ | ------------ | ------------ | ------------ | ------------ | ------------ | ------------ | ------------ | ------------ | --------- |
| Température minimale moyenne (°C)                | 6,4          | 5,9          | 7,1          | 8,5          | 11,2         | 13,7         | 15,4         | 15,6         | 14           | 12,3         | 9,4          | 7,2          | 10,6      |
| Température moyenne (°C)                         | 8,2          | 7,9          | 9,5          | 11,2         | 14           | 16,6         | 18,3         | 18,6         | 17           | 14,4         | 11,4         | 9,1          | 13        |
| Température maximale moyenne (°C)                | 10           | 10           | 11,8         | 13,9         | 16,8         | 19,5         | 21,3         | 21,6         | 19,9         | 16,5         | 13,3         | 11           | 15,5      |
| Record de froid (°C) date du record              | −10 20.1963  | −8,4 03.1956 | −4,8 07.1971 | −1,6 12.1986 | 3 07.1997    | 5,4 01.1962  | 8,2 23.1954  | 7,4 31.1986  | 6,6 27.1943  | 2 30.1997    | −3,4 20.1985 | −6,2 26.1962 | −10 1963  |
| Record de chaleur (°C) date du record            | 14,5 13.1993 | 16,2 25.2019 | 21,5 28.2012 | 25 24.1984   | 28,2 25.2012 | 34,8 28.1976 | 33,8 11.1949 | 34,6 11.2022 | 30,8 06.2021 | 24,8 01.1997 | 19,2 05.1971 | 16,4 31.2022 | 34,8 1976 |
| Précipitations (mm)                              | 81           | 59,2         | 48,4         | 47,2         | 43,3         | 34,4         | 37,1         | 40,3         | 53           | 71,7         | 83,6         | 81,6         | 680,8     |
| dont nombre de jours avec précipitations ≥ 1 mm  | 12,4         | 9,7          | 9,4          | 8,9          | 7,8          | 6,6          | 6,6          | 6,7          | 7,1          | 11,9         | 13,6         | 13,5         | 114,4     |
| dont nombre de jours avec précipitations ≥ 5 mm  | 5,6          | 4,7          | 3,2          | 3,4          | 3,1          | 2,1          | 2,1          | 2,8          | 3,4          | 4,7          | 6            | 5,8          | 46,9      |
| dont nombre de jours avec précipitations ≥ 10 mm | 2,2          | 1,5          | 1,2          | 1,3          | 0,9          | 0,8          | 0,9          | 1,2          | 1,6          | 2            | 2,2          | 2,3          | 18        |

#### Végétation et agriculture

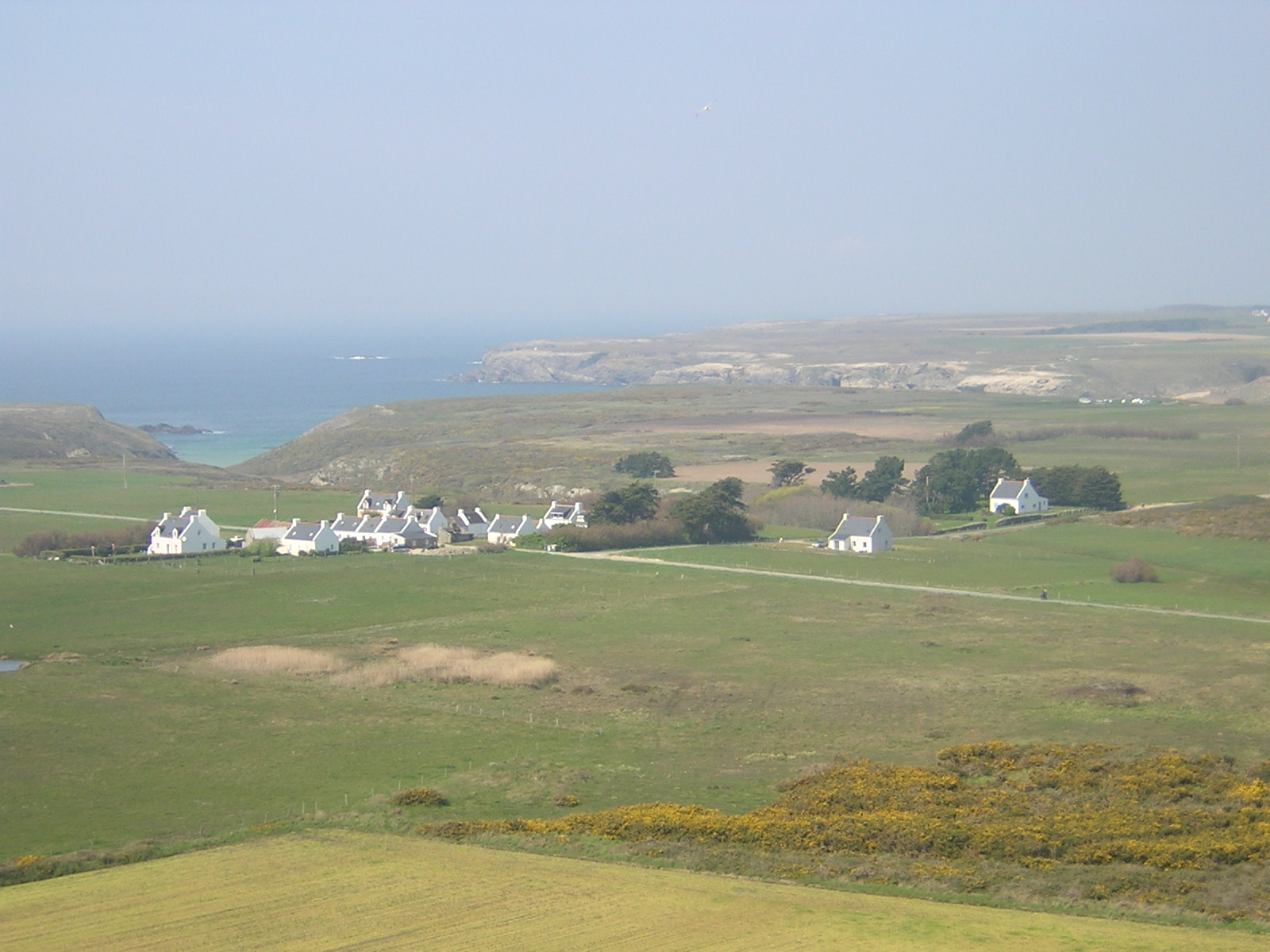
La campagne de la côte sauvage vue du Grand Phare.

Mis à part quelques boisements de ravins, comme le vallon nord de Port-Maria, il ne reste plus trace de la végétation primitive qui a probablement dû être une vaste lande boisée. Au IXe siècle, lors de la colonisation de repeuplement  par les moines de l'abbaye Saint-Sauveur de Redon, l’île a été divisée en lots d’environ 10 hectares, attribués chacun à une famille, puis défrichée. La partie centrale du territoire est depuis consacrée à l’agriculture. Au XVIIIe siècle, une forêt de pins et de châtaigniers a été replantée sur des terres de landes incultes par l’agronome Gabriel Bruté de Rémur (1726-1786), qui a par ailleurs introduit des méthodes plus rationnelles de culture et d’élevage. Le Bois du Génie, entourant les fortifications Vauban, a été planté pour mieux dissimuler et protéger ces mêmes fortifications (notamment, les « casemates »). Le nom vient de « génie militaire », ingénieur donc, ayant décidé de cette plantation. L’agriculture est réellement devenue prospère au XIXe siècle (élevage ovin et bovin, culture de primeurs, mais aussi de blé nécessitant l’activité de cinq moulins à vent[réf. nécessaire]), et cela grâce à la forte demande des populations travaillant pour la marine marchande, les conserveries de sardines et les chantiers navals. L'agriculture sur l'île est aujourd’hui en fort déclin, tout en conservant plusieurs exploitations d’élevage bovin et ovin, avec des cultures associées d’orge et de maïs, ainsi que du maraîchage. Les côtes sud et sud-ouest, les plus exposées au vent et aux embruns, sont bordées d’une zone inculte brûlée par les embruns, où les lapins sont nombreux ; on y élève par ailleurs des chèvres.
Belle-Île, Houat et Hœdic appartiennent à l'unité paysagère de l'Armor Morbihannais.
En 2021, l'homme d'affaires Christian Latouche, propriétaire de plusieurs domaines viticoles, met en œuvre un projet de plantation de vigne destinées à créer un cru de vin biologique local qui rencontre l'opposition de certains habitants.

## Histoire

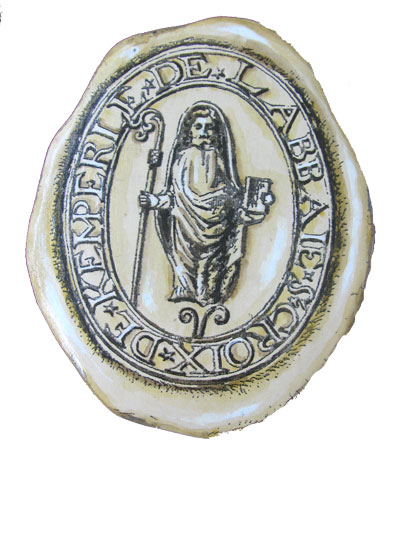
Sceau de l’abbaye Sainte-Croix de Quimperlé propriétaire de l’île durant cinq siècles.

### Préhistoire
La trace de la présence de l’homme au Paléolithique moyen a été révélée par la découverte d’un biface mousterien à Kergoyet en 1991.
À cette époque, Belle-Île n'était pas encore une île : elle s'est définitivement séparée du continent vers 7000 av. J.-C., lors de la transgression flandrienne.
La permanence de son occupation est attestée dès le Mésolithique par de nombreuses découvertes de mobilier, outils, armes et bijoux conservés au musée archéologique de la Société polymathique du Morbihan, à Vannes et au Musée de Préhistoire de Carnac. Des sites d’habitat du Néolithique ont été mis au jour à Kerdonis, au Skeul, Kerzo et Deuborh.
Dans les tourbières de Ster Vraz (Sauzon), un crâne humain datant du Néolithique est découvert au début du XIXe siècle par le botaniste Émile Gadeceau : il est conservé au musée Dobrée à Nantes. Des silex d'origine distale suggèrent l'existence d'un commerce maritime entre l'île et le continent vers 2600 av. J.-C..

#### Mégalithes, tumulus et tombelles

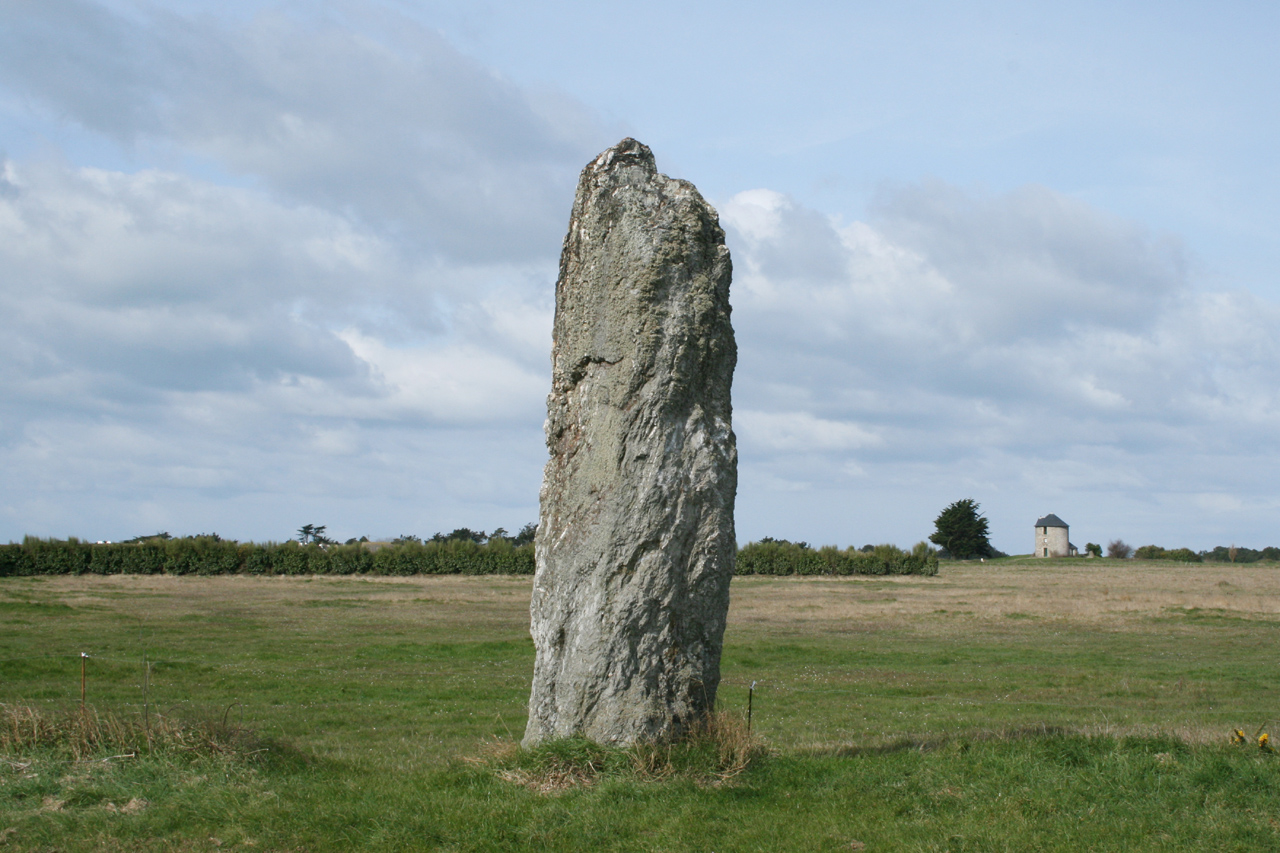
Le menhir Jean.

Sur la série de menhirs qui formaient un alignement unique traversant l’île dans sa largeur et dont la présence est attestée en 1701, seuls trois sont encore visibles (Menhirs de Kervarigeon, Jean, ci-contre, et Jeanne de Kerlédan) : les autres mégalithes ont été détruits, certains découpés en pierres de taille pour le bâtiment. En 1989, MM. O. Kayser et Batt, archéologues de la DRAC de Bretagne, ont mis au jour un quatrième menhir, isolé, marquant une tête de vallon au port de Borderun.
Des nombreux tumulus que l’on pouvait voir sur l’île jusqu’au milieu du XIXe siècle, il ne reste que le tumulus de Borderune : ceux de Kerdavid, Borvran, Kervarigeon sont très arasés. Celui de Runello, au centre de l'île, un des plus imposants de la région, a été rasé vers 1830 pour en récupérer les pierres.
À l’âge du bronze, le nombre de sépultures (tumulus de Bordelane, Lanno) traduit une augmentation de la population ; c’est sans doute la conséquence du développement de la navigation à cette période. Durant l’âge du fer, sur la Côte Sauvage, plusieurs éperons barrés, déjà occupés au Néolithique, sont fortifiés. Le plus important (cinq hectares), nommé localement « camp de César », se trouve sur la presqu'île du Vieux Château, dans le Nord-Ouest de l’île. Plusieurs dépôts de fondeurs ont été mis au jour, dont un des plus importants d’Europe, conservé au musée de préhistoire à Carnac.
Un ensemble de tombelles, visible dans les landes de Bordelane, est estimé de la période de la civilisation des champs d’urnes (bronze final, début âge du fer soit vers le Xe siècle av. J.-C.).

### Antiquité
À l’époque celte, elle est la plus grande et la plus au large des 365 îles (dit la légende) de l’archipel du Morbihan (« petite mer ») où prospère le peuple navigateur des Vénètes. Les traces encore visibles d’éperons barrés (oppida) ayant servi de camps aux armées vénètes démontre l’intérêt stratégique que Belle-Île pouvait alors représenter.
On y a découvert des monnaies (statères Vénètes) et des tuiles datant de l’époque gallo-romaine. À la chute de l’Empire romain commence, comme en Bretagne, la colonisation par les bretons venus d’Outre-Manche.
L'Itinéraire d'Antonin nomme Vendilis Belle-Île et Siata Houat.

### La colonisation monastique
Au centre de l'île, à l’emplacement de l'actuelle commune de Bangor, il existe de toute ancienneté un prieuré qui tient son nom de l’abbaye qui l'a fondé à partir du VIIe siècle ; on ne sait pas s'il s'agit de l'abbaye de Bangor en Irlande d'où l'on sait que des moines comme saint Colomban sont venus évangéliser l'Armorique, ou du monastère de Bangor-Fawr, fondé au Pays de Galles vers 545 sur le détroit de Menai. Au IXe siècle, Belle-Île appartient aux comtes de Cornouaille (en Armorique). L’île est dévastée par les Vikings qui pillèrent l'abbaye et chassèrent une grande partie de ses habitants (vers le Xe siècle, des habitants de Vendilis (nom que portait alors Belle-Île), chassés de leur île par des pirates normands, se seraient réfugiés à Guidel, sur des terres appartenant au comte de Cornouaille, leur seigneur), ce qui oblige le comte de Cornouaille à la confier aux Bénédictins de Redon : ils y rétablissent le prieuré au même lieu que leur prédécesseurs (à l'emplacement actuel du camping municipal de Bangor). Les moines mettent en œuvre un programme rationnel de colonisation et de mise en valeur : l’île est divisée en quatre paroisses, et leurs territoires allotis en propriétés d’un peu plus de vingt hectares qui sont attribuées chacune à une famille et dont les contours resteront stables jusqu’au XVIIIe siècle, formant plus de huit villages disséminés.

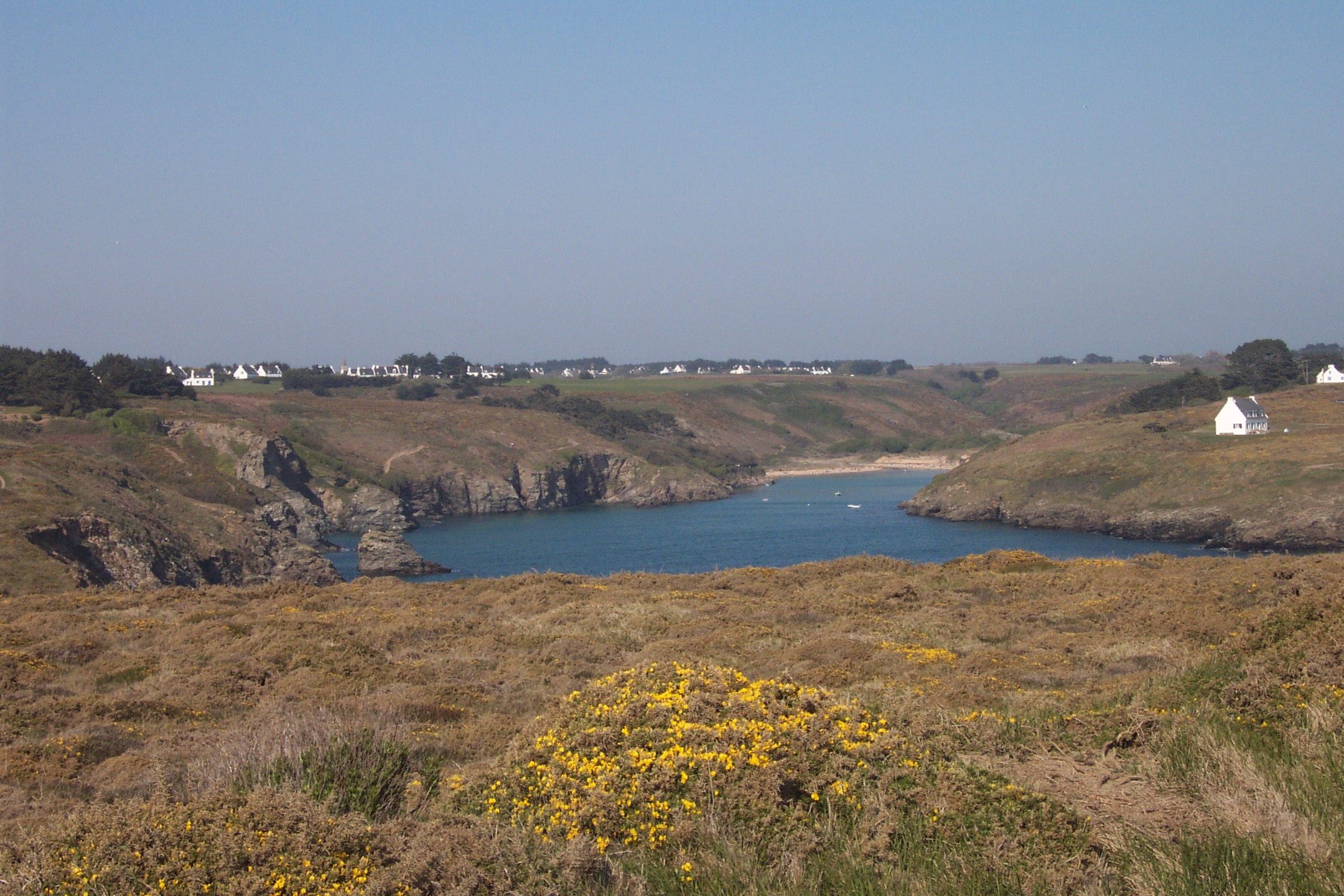
Port Kerel.

L’île change à nouveau de tutelle en 1029 : le comte de Cornouaille Alain Canhiart confie l’île à l’abbaye Sainte-Croix de Quimperlé, qu’il vient de fonder. Domaine appartenant à un ordre relevant du pape, Belle-Île se trouvait donc juridiquement ne dépendre ni de l’évêché de Vannes ni du duché de Bretagne mais directement de la Curie romaine par une sorte d’extra territorialité insulaire. La gestion de l’île est déléguée à un prévôt qui dispose du pouvoir spirituel et temporel (droit de basse, moyenne et haute justice qui s’exerce tantôt à Belle-Île tantôt à Quimperlé). En 1408, la justice n’est plus exercée qu’à Quimperlé ; deux officiers sont désignés par l’abbé de Quimperlé : l’« official » gère le spirituel et le « commandant » est responsable du temporel de l’île ainsi que de la défense des côtes.
L’île est constamment la cible, à cette époque, de pirates des régions voisines (Saintonge, Charente) ou d'ennemis de pays plus lointains (Hollande, Angleterre). Les moines qui ont fait construire un premier fort à Palais s’avèrent incapables de repousser ces pillages. Belle-Île est une terre permettant de s’avitailler aisément en eau potable et de piller des vivres, sans prendre le risque d'un débarquement sur le continent. Cet intérêt stratégique n’échappe pas à Vauban qui, au XVIIe siècle, transforme le fort existant en citadelle à Le Palais, plusieurs fortifications le long des côtes et une aiguade en bordure de mer, aujourd'hui nommée la Bellefontaine, au lieu-dit de Port Salio. Il s’agit d’un poste d’avitaillement en eau potable, équipé d’un réservoir captant des eaux de source, ainsi que d’un quai d’accostage pour les citernes flottantes chargées du transport de l’eau vers les bateaux au mouillage dans la rade. L’eau y était ensuite pompée pour remplir les pièces à eau, rangées dans les cales des navires.

### Le marquisat

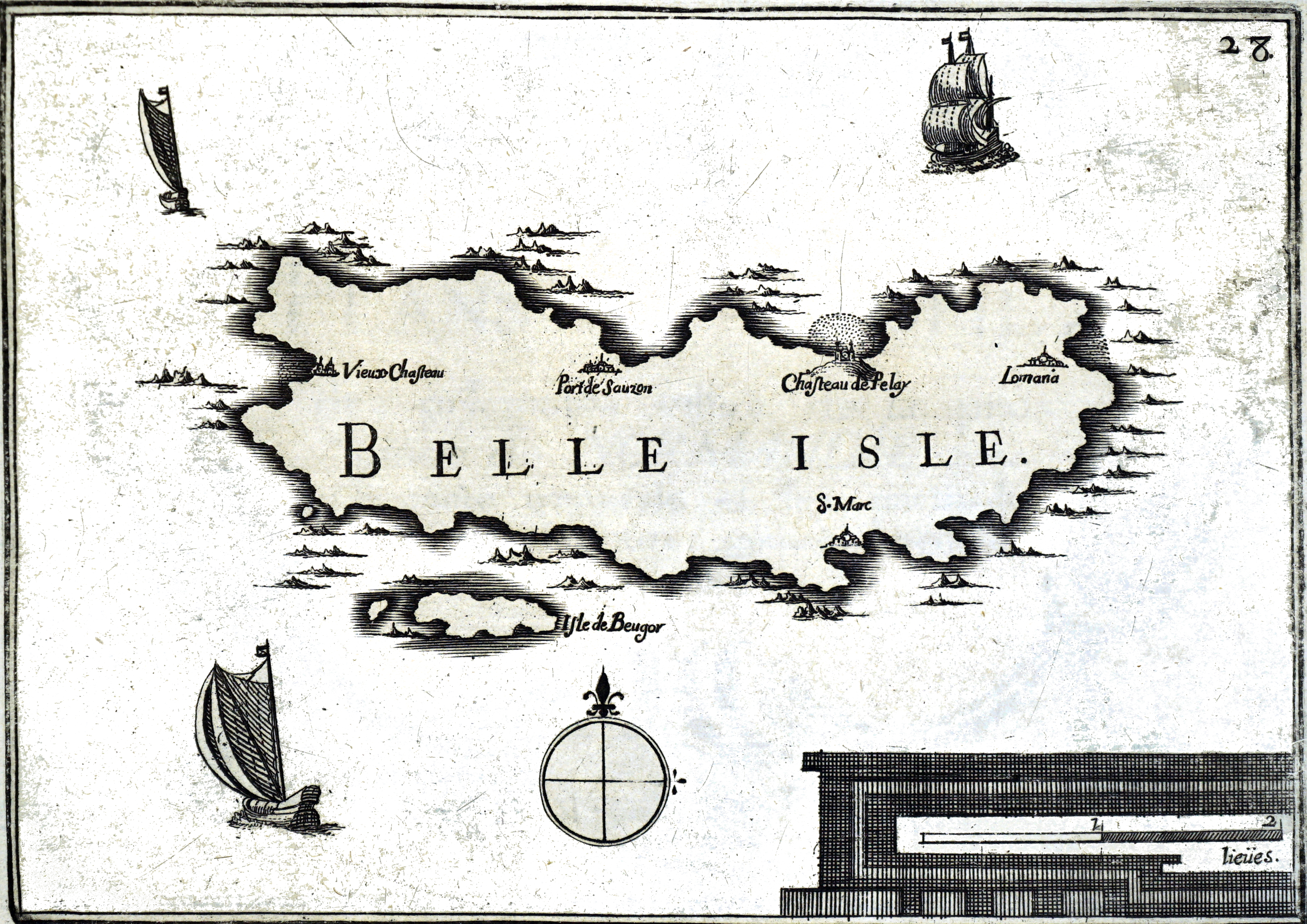
Belle-Île Christophe Tassin, 1634.

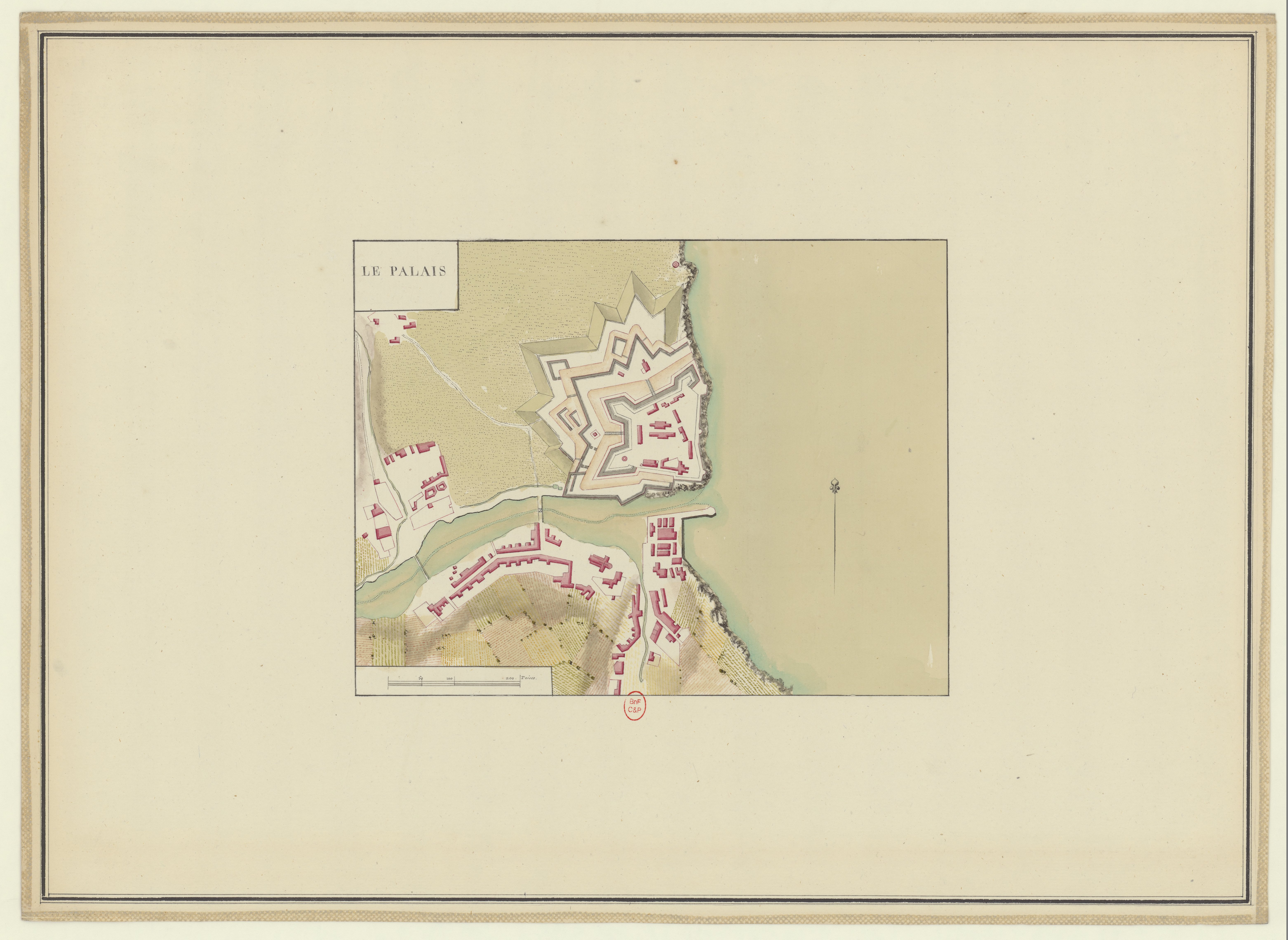
Le Palais fortifié, 1777.

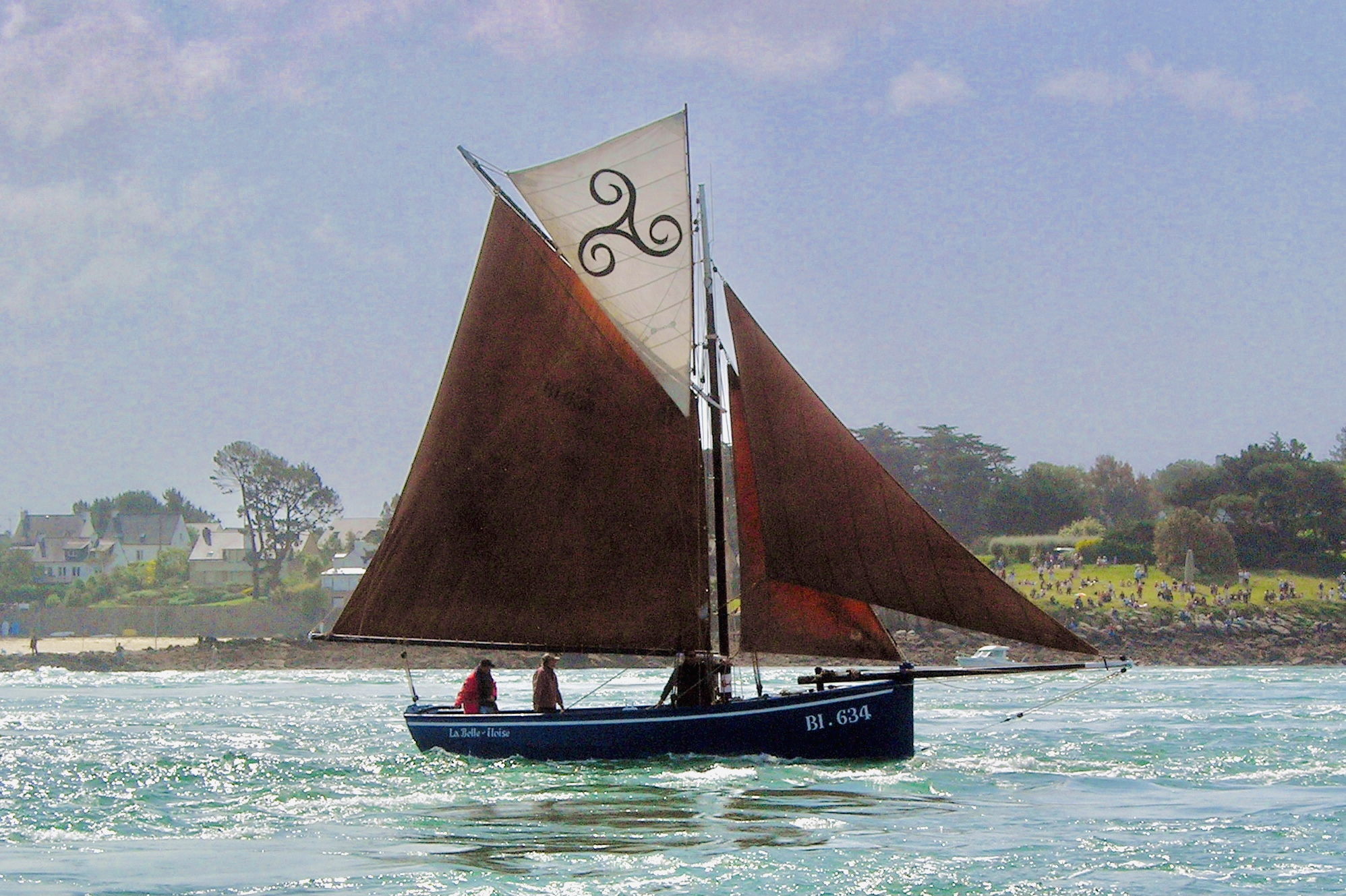
La Belle-Îloise, barque vénète durant la Semaine du Golfe.

En 1548, le roi Henri II décide d’entreprendre sa fortification et sa mise en défense en faisant reconstruire le fort de Palais. Comme l’île ne possède principalement comme pierres naturelles que des schistes friables impropres à l'édification de fortifications, des pierres en granite venant de la démolition du château d'Auray sont transportées par bateau vers l'île et les travaux avancent lentement. Les moines opposent l’insuffisance des richesses de l’île pour financer des travaux aussi importants.
Belle-Île est encore pillée en 1567, cette fois par les Espagnols.
En 1573, durant les Guerres de Religion, l’île est occupée par Gabriel de Montgomery, chef militaire protestant. Réfugié en Angleterre, il vient soutenir Coligny. La garnison de Montgomery est chassée par une escadre armée par Albert de Gondi, duc de Retz. Belle-Île est alors érigée en marquisat en 1573 et concédée par le roi à ce fils de banquier italien, favorisé par Catherine de Médicis, que le roi a fait maréchal de France.
Belle-Île est désormais le siège d’une sénéchaussée. Les Gondi commencent la réédification d’une forteresse à Palais et de différents ouvrages de guet sur les côtes. L’île connaît une certaine tranquillité et une certaine prospérité grâce à ce chantier. Mais les finances des Gondi qui ont de lourdes charges, ne suffisent plus.
Son petit-neveu et héritier, Paul de Gondi, cardinal de Retz, frondeur persécuté par Louis XIV et Mazarin, vint se réfugier à Belle Isle au cours de l’été 1654 après son évasion de la prison de Nantes, et une rocambolesque cavalcade qui s’ensuivit. Son cousin le Duc de Retz ayant d'importantes dettes, il dut se résoudre en 1658 à mettre en vente l’île qui trouva preneur auprès du surintendant des finances Nicolas Fouquet alors en pleine ascension financière pour le prix de un million quatre cent mille livres. Fouquet  ne vint jamais à Belle-Île, mais commença des travaux de fortifications, fit construire une petite jetée et un entrepôt. Le Palais devient pour quelques années un port de commerce avec une dizaine de navires partant pour l’Espagne et les Indes.
Fouquet est arrêté le 5 septembre 1661. Le projet d’extension du port est abandonné, le marquisat est repris par le roi qui vient à Nantes et fait mettre l’île en défense par Vauban. Celui-ci fit plusieurs voyages à Belle-île, dressa des plans pour reconstruire la citadelle, fortifier la ville et les différentes côtes, et construire l'Aiguade Vauban. La ville nouvelle de Lorient fut choisie par Colbert pour l’implantation de la Compagnie française des Indes orientales qui prendra un développement important à partir de la Régence.
Au terme d’un procès de plusieurs mois, Fouquet est déclaré coupable de péculat, condamné en 1664 au bannissement et à la confiscation de ses biens, peine commuée par le Roi en détention à perpétuité jusqu'à sa mort en 1680. La condamnation à la restitution ne porta pas sur les biens propres de sa femme ni sur l'héritage de ses enfants qui conservèrent la seigneurie de l'île où Madeleine Fouquet continuait à séjourner, faisant construire l'hôpital Saint-Louis et venir des religieuses de Saint-Vincent-de-Paul. Le petit-fils de Fouquet, le Maréchal de Belle-Isle, bénéficia encore des faveurs du roi qui le fit Maréchal de France.
En 1664 Toussaint Conen de Saint-Luc écrit que « les habitants s'adonnent entièrement à la pêche, entr'autre des sardines dont ils font un grand commerce, les transportent en Espagne et autres royaumes étrangers ».
En juin 1674, pendant la Guerre de Hollande, une flotte des Provinces-Unies menée par l'amiral Cornelis Tromp tente un débarquement pour prendre possession de l'île afin d'alléger la pression militaire des français sur le front du nord. Le 27 juin, il débarque avec 10 000 hommes et un équipement de siège, mais après deux mois de tentative il décide de repartir.
« Ce jour, samedi 24 juin, l’an 1674, parurent 85 navires, frégates, corvettes, flûtes et tartanes hollandaises à la rade de Belle-Isle, dont 5 000 hommes descendirent en ladite Île le mercredi suivant, firent le pillage qu'ils purent, profanèrent les églises de Locmaria, Bangor et Sauzon, remontèrent leurs navires le samedi suivant ; et, pour ce, toutes les paroisses des côtes de la Bretagne parurent à la garde de la côte, chacune en son poste. La même année, il y eut quelque danger de révolte, surtout vers Quimper, et, pour ce, le Roi envoya des cavaliers et fantassins tout l'hiver en garnison. Hœc in favorem posteritatis. » (Note de la main de missire Pierre Le Tallec, recteur de Plumergat).
« Les 123 villages de l'île ont été bâtis en entier par les seigneurs de Belle-Île et leur appartiennent en propre, ainsi que les terres et héritages qui constituent l'île. Sauf pour les bourgeois marchands négociants établis dans la ville du Palais et quelques-uns dans les bourgs (Bangor, Locmaria, Sauzon), tous les paysans sont fermiers et tenanciers de la seigneurie (…). Les habitants eux-mêmes gardent les côtes. Ils ne paient ni taille ni fouage. » Les paysans subissaient des conditions très dures, imposées par le seigneur de l'île, considérés comme les plus dures de Bretagne ; installés sur des exploitations dont rien ne leur appartenait, ils ne devaient laisser aucune terre en friche, ne pouvaient se livrer à la pêche ou au commerce sans autorisation, devaient des corvées « à la volonté du seigneur » et sans salaire, etc..

### La place royale

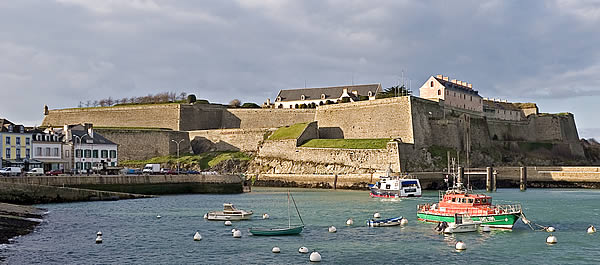
Le Palais, la citadelle Vauban.

Vauban est dépêché à Belle-Île en 1683 pour vérifier l’état des fortifications. Au Palais, il constate que l’emplacement choisi pour la forteresse n’est pas approprié car il est dominé par plusieurs positions alentour. Il porte un regard sévère sur les précédents concepteurs et constructeurs de la citadelle. Le déménagement de la citadelle sur l’autre rive qu’il propose est trop cher, et il doit se contenter de déplacer le village et l’église du Haut-Boulogne qui se trouvent à proximité afin de créer un glacis et de renforcer la citadelle existante. Mais les principales améliorations demandées par Vauban ne seront pas réalisées : construction d’une enceinte entourant la ville de Palais, construction de défenses suffisantes le long de la plage des Grands Sables qui constitue un lieu de débarquement idéal.
En 1686, les troupes de la coalition anglo-hollandaise tentent de débarquer sur la plage des Grands Sables mais sont repoussées. Un stratagème, qui fait croire que l’île est défendue par des troupes nombreuses, dissuade les assaillants de poursuivre leurs tentatives de débarquement.

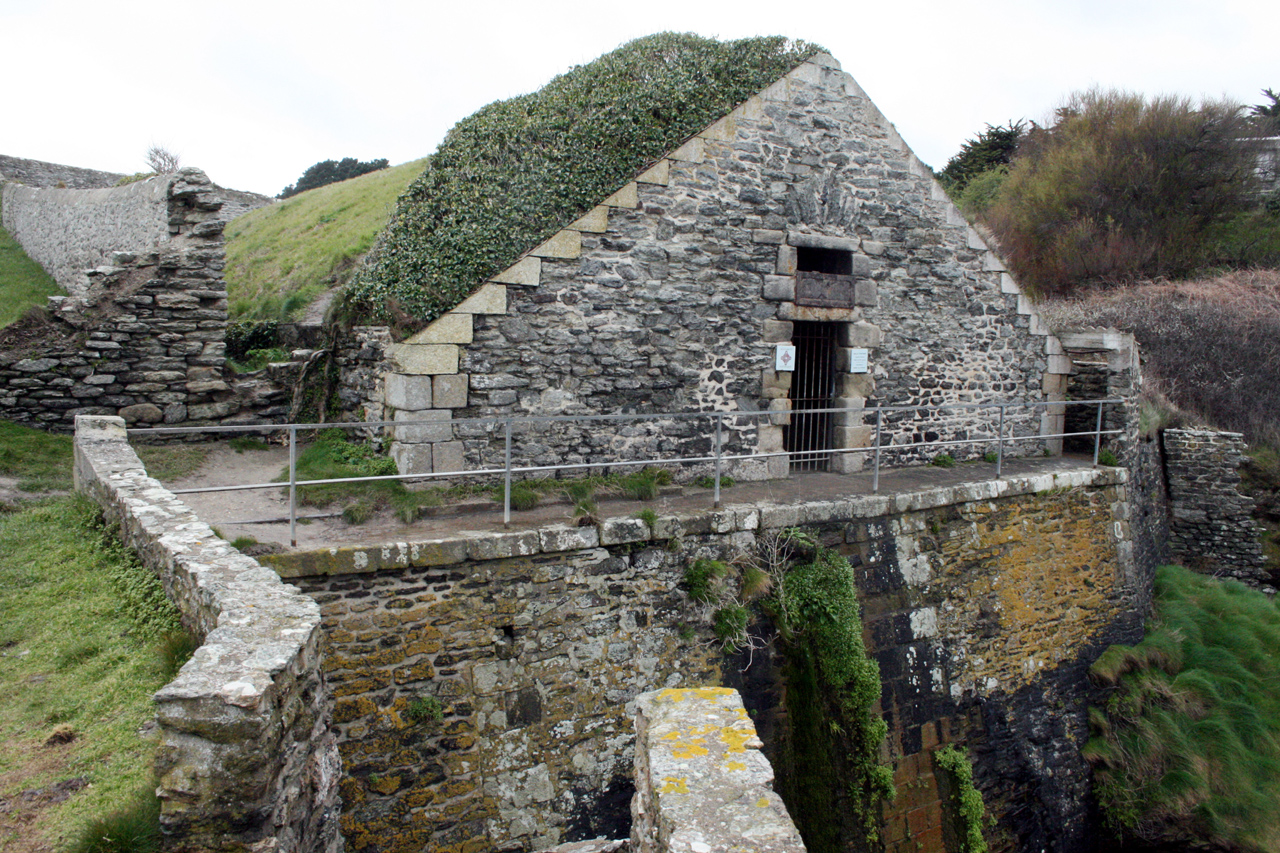
LAiguade Vauban.

Madeleine de Castille, la veuve de Fouquet, meurt le 12 décembre 1716 et en 1718, l’île est rachetée par le roi à son petit-fils Louis Fouquet, marquis de Belle-Isle (1661-1738), puis rattachée au domaine royal. En 1720, pendant la Régence du duc d'Orléans, l’île est confiée à la Compagnie des Indes dont le directeur est John Law : le Palais et Sauzon deviennent des ports francs. Les malversations qui s’ensuivent conduisent le roi à confier l’île à des fermiers généraux jusqu’en 1759, puis à compter de cette date à la province de Bretagne.
De 1726 à sa mort en 1740, le gouverneur de Belle-Île est Armand de Mormès de Saint-Hilaire, lieutenant général, ancien membre du Conseil de la Guerre.
Durant la guerre de Sept Ans, Belle-Île est essentielle à l’avitaillement en eau potable de la flotte française.
Les Anglais s’emploient donc activement à la contrôler, afin de menacer l’estuaire de la Loire et la ville de Nantes. La bataille navale des Cardinaux (à l’est de Hœdic) leur assure la suprématie dans les eaux locales. En 1761, les Anglais débarquent dans l’île sur la plage des Grands Sables. Des redoutes sont rapidement construites sur les hauteurs du Palais mais n’arrivent pas à contenir les attaquants, qui installent leurs batteries de canons sur les hauteurs pour protéger leur approche, selon le scénario qui avait motivé les demandes (refusées) d’extension des fortifications par Vauban. Au bout de trois semaines, l’enceinte principale ayant été battue en brèche par des navires anglais, le gouverneur de la citadelle doit se rendre, mais avec les honneurs de la guerre. Belle-Île est alors sous contrôle anglais pendant environ deux ans. Puis le traité de Paris (1763) en mai 1763, consacre la domination anglaise sur les mers : les Anglais restituent Belle-Île contre l’île de Minorque que les Français leur avaient prise au début du conflit. Le commandant anglais, le major John Crawford, se voit remercier par le roi Louis XV pour la douceur avec laquelle il a gouverné ses sujets et gratifier d’un domaine à son nom sur l’île, érigé pour lui en domaine noble, où il reviendra plusieurs fois séjourner. Ce domaine est aujourd'hui un lieu-dit de plusieurs maisons, francisé en « Craffort », au fond du vallon de Sauzon (dont justement l'étymologie vient des Saxons).

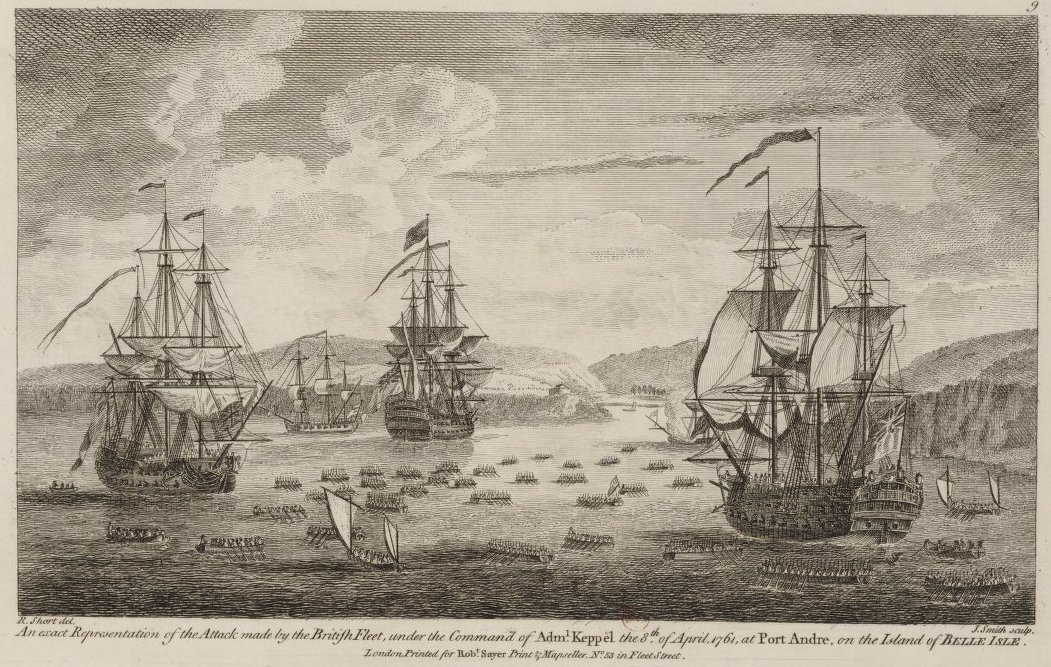
Le débarquement anglais de 1761, lors de la guerre de Sept Ans. L’île est occupée jusqu’en 1763.

À partir de 1765, 78 familles (un peu plus de 300 personnes) d’Acadiens réfugiés du « grand dérangement » de 1755 s’installent à Belle-Île.
C’est l’occasion d’une grande entreprise de révision foncière appelée « afféagement » et de la levée d’un cadastre, un des seuls qui soit antérieur au cadastre napoléonien. Pour faciliter le redressement de l’île et encourager les volontaires bellilois, ainsi que les réfugiés, à cultiver la terre, des concessions valant titre de propriété sont attribuées à chaque famille : dix hectares de terres labourables, une maison d’un modèle uniforme, une aire à battre, une grange, des semences, des ustensiles et un pécule. Les terres de Belle-Île qui appartiennent au roi leur sont ainsi données. Le résultat de cette politique est mitigé : 25 % seulement des Acadiens restent à long terme dans l'île, 45 % s'installent en Bretagne ou vont vers différentes régions de France et 30 % vers la Louisiane, rejoindre leurs familles, les Cadiens, qui y avaient été déportées.
Malgré ces départs, la population continue de croître d’un millier d’habitants jusqu’à la Révolution. Une grande partie des anciennes familles belliloises encore présentes sur l’île aujourd’hui, possède des Acadiens dans leur généalogie.
Durant la Révolution française, l’île est un enjeu important dans la lutte contre les Anglais mais ne sera jamais attaquée. Ses fortifications sont à l’époque, et ce jusqu’en 1870, régulièrement modernisées.
Le 30 novembre 1870, le ballon monté Jules-Favre No 2 s’envole de la gare du Nord à Paris alors assiégé par les Prussiens lors de la guerre de 1870, et termine sa course à Belle-Île-en-Mer après avoir parcouru 548 kilomètres.

### LeXXesiècle

#### Le «bagne pour enfants»

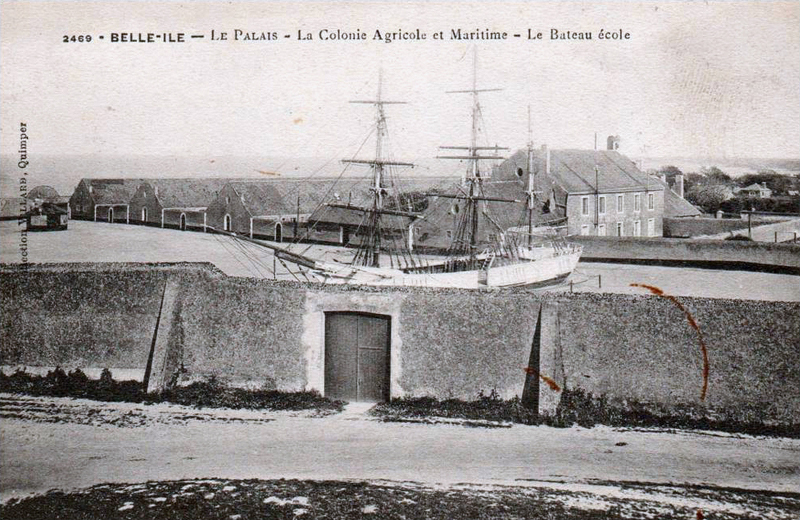
Colonie pénitentiaire Haute-Boulogne.

Dès 1902, le ministère de la Justice établit sur la Haute-Boulogne, une colonie pénitentiaire pour mineurs « délinquants » avec une école de matelotage : un bateau avec son ancien gréement était placé au milieu de la cour, mais les détenus ne sortaient pas en mer. Rapidement, le domaine de Bruté est acheté et transformé en « centre d’apprentissage agricole » et aussi de mécanique diesel, ce qui permet d’augmenter la capacité d’accueil des enfants et de diversifier leur formation. Une célèbre révolte des enfants en 1934, fait connaître au monde entier les conditions de détention (maltraitance, violences, viols) qui furent améliorées, mais la colonie ne fut définitivement fermée qu’en 1977. 

Jacques Prévert (La Chasse à l'enfant) et Marcel Carné (La Fleur de l’âge) ont rendu un hommage aux jeunes héros de cette période de l’histoire de Belle-Île, qui avaient quasiment tous été rattrapés par les surveillants et habitants de l'île (en échange d'une somme d'argent pour chaque enfant ramené, d'où le nom de « chasse à l'enfant » utilisé pour parler de l'évènement).
Les bâtiments de la Haute-Boulogne (Le Palais), en partie rénovés, sont occupés à l’heure actuelle (2020) par différentes structures associatives (Maison des associations, théâtre Vindilis, Tomm Eo - Festival Belle Ile On Air, Espace Jeunesse, Restau du Cœur, la SISE pour l'Emploi, Chantiers Nature et Patrimoine). Un des bâtiments sert de logement aux détenus en « chantiers extérieurs pénitentiaires ». Le domaine de Bruté est quant à lui rénové en colonie de vacances, géré par l'association OVAL.

### LeXXIesiècle

#### La persistance d'une activité agricole
Alors qu'il existait 64 agriculteurs à Belle-Île dans la décennie 1970, ils ne sont plus que 36 en 2020, mais leur nombre s'est stabilisé depuis 2010. Dans la décennie 1980, la production de lait s'était développée grâce à un service de collecte à destination du continent mis en place par Lactalis. En 2016 une laiterie-fromagerie belle-iloise est projetée par des éleveurs locaux afin de mieux valoriser leur production, mais reste pour l'instant inabouti, faute d'avoir trouvé un bâtiment adéquat, pour partie en raison des contraintes de la loi littoral. D'autres agriculteurs se sont regroupés pour vendre leurs productions en circuit court sous la bannière du « coin des producteurs ».

## Navigation

### Abords
Les parages de Belle-île en haute mer sont réputés favorables et accueillants comme l'attestent deux variantes de la tétralogie d'Ouessant : « Qui voit Groix voit sa croix, qui voit Ouessant voit son sang, qui voit Sein voit sa fin. ».
Chateaubriand rapporte que les marins disent :

« Celui qui voit Belle-Isle, voit son île […] ;
Celui qui voit Ouessant, voit son sang. »

Pour les navires de guerre qui partent de Brest, le dicton devient :

« Qui voit Ouessant voit son sang.
Qui voit Sein voit sa fin.
Qui voit Groix voit sa joie.
Qui voit Belle-Île, cingle sans péril. »

On trouve encore l'ajout :

« Qui voit Molène, voit sa peine. »

### Écueils, naufrages
De nombreux naufrages ont eu lieu dans les parages de Belle-Île en raison des tempêtes, d'avaries ou d'écueils tel celui du Prince de Conty en 1746.
Le plus terrible parmi les derniers est celui du pétrolier Erika en 1999 qui a provoqué une marée noire et la pollution de trente kilomètres de côtes.
Selon un décompte effectué par Roland Naudin, 1 558 hommes de Belle-Île-en-Mer ont disparu en mer entre 1750 et 1918, soit près de 10 par an en moyenne, pour une population insulaire totale de 4 500 habitants en 1750 et 8 608 en 1911.

### Ports
Belle-Île a deux principaux ports, celui de Palais et celui de Sauzon, ainsi qu'une vingtaine de ports naturels permettant de mettre un bateau à l'abri. Le port de Locmaria (Port-Maria) est plus petit et n'a aujourd'hui plus aucune activité commerciale, c'est un simple point de mouillage.

### Phares, balises, sémaphores
Belle-Île est balisée par trois phares : le phare de Goulphar, le phare des Poulains et le phare de Kerdonis.
Le grand phare de Belle-Île (dit de Goulphar, au village de Kervilahouen) peut être visité.

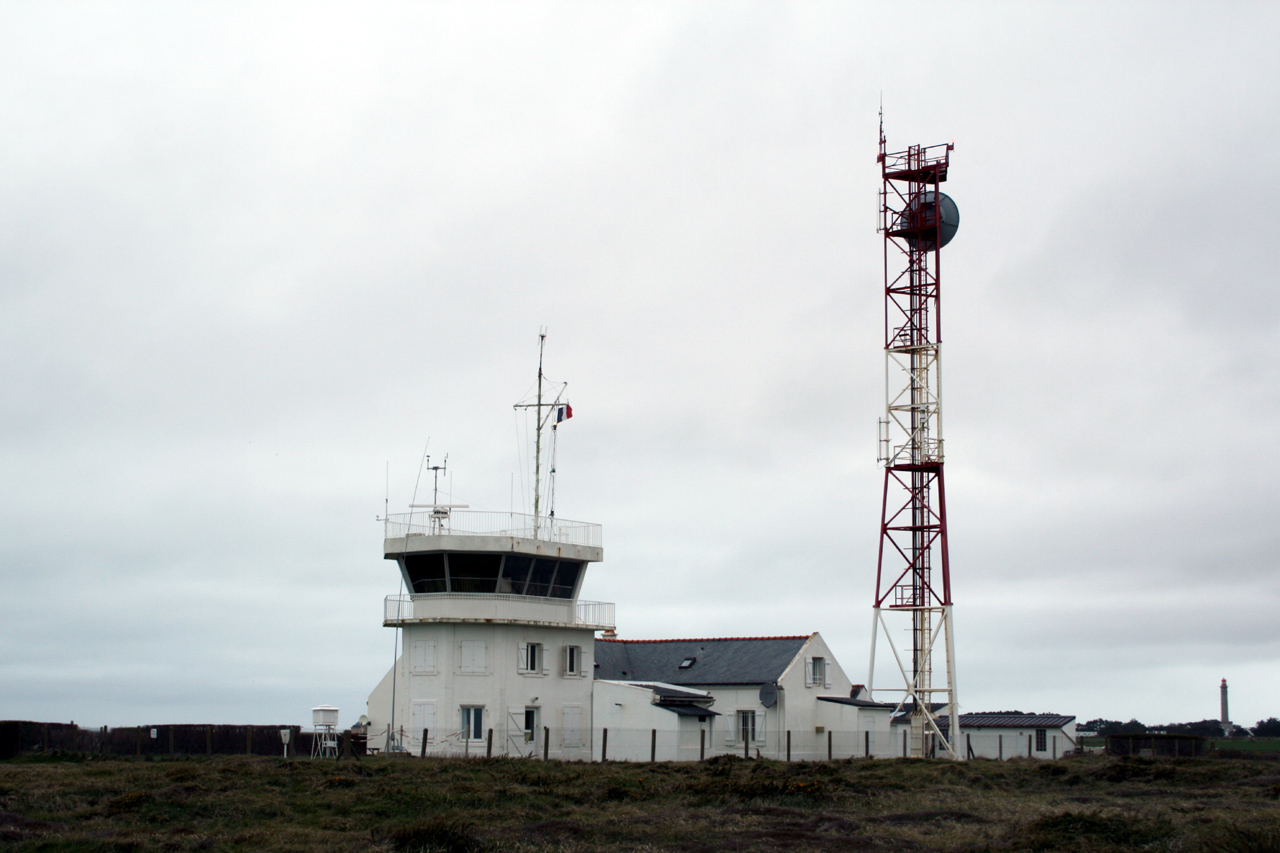
Sémaphore de la pointe de Talus, station météorologique.

Le seul sémaphore moderne subsistant à Belle-Île est celui de la pointe du Talut. Appartenant à la Marine Nationale, il est actif 24/24h. Cependant, 4 sémaphores furent implantés aux 4 points cardinaux de l'île à la création du réseau électro-sémaphorique sous Napoléon III (constructions de 1861 à 1862). Il s'agit des sémaphores de Taillefer (au nord, résidence privée), d'Er Hastellic (à l'ouest, en ruines), du Talut (au sud, radar de la Marine Nationale) et d'Arzic (à l'est, résidence privée).

### Secours en mer
La Société nationale de sauvetage en mer (SNSM) possède un canot tout temps (CTT) nommé Belle-Ile matricule SNS 096.

## Développement économique

### L’agriculture

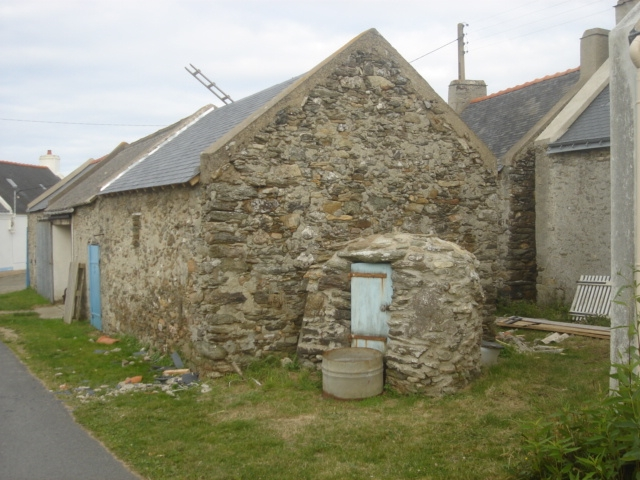
Maison familiale ou longère, avec son puits.

En 2003, la surface agricole utile (SAU) était de 2 980 hectares, soit 35 % de la superficie totale de l’île. Cette surface a fortement diminué ces cinquante dernières années avec l’essor du tourisme et l’achat de terres agricoles pour y bâtir des maisons. La SAU comprend également environ 1 200 hectares de friches.
En 2000 il y avait 38 exploitations agricoles « viables » avec une SAU moyenne de 78 hectares, dont 21 producteurs de lait, 12 producteurs d’ovins et 5 maraîchers, et 86 de cotisants à la Mutualité sociale agricole. En 2010, treize producteurs laitiers étaient présents sur l’île avec une forte installation de jeunes en reprise ou sous forme de GAEC.
En 2000, 58 % des exploitants avaient entre 35 et 54 ans, ce sont d’ailleurs les mêmes qui détenaient 65 % de la surface agricole. 26 % des exploitants avaient plus de 55 ans. Une surface importante devrait donc être libérée à l’avenir. L’entraide entre agriculteurs est forte, comme le témoigne le travail collectif lors des gros chantier (ensilage, moisson…) ; 2 CUMA existent mais sont peu actives, elles permettent de mutualiser du matériel agricole onéreux (ensileuse, moissonneuse-batteuse, arracheuse de betterave…). Il y a deux entreprises agricoles : une qui réalise la moitié de la récolte de maïs, l'autre pour les autres moissons.
L'agriculture Belliloise est fortement marquée par l'élevage, principalement extensif, en 2019 le cheptel total comptait environ 2 400 brebis, 500 vaches laitières et 400 vaches allaitantes. On compte également une petite production porcine (environ 100 porcs par an, chiffre en augmentation), ainsi que 3 000 volailles/an.
En 2024, selon la Communauté de communes de Belle-Ile-en-Mer : « Parmi les 38 exploitations agricoles de Belle-Île, une trentaine se consacrent à l’élevage. On y recense environ 1700 bovins, dont plus de 400 vaches laitières de races variées : Normande, Prim’Holstein, Montbéliarde, Bretonne Pie Noir, Jersiaise, environ 3 000 ovins (moutons, brebis, agneaux confondus), 220 chèvres, près de 2 000 volailles par an, 120 porcs par an, 80 chevaux avec deux centres équestres (accueillant ânes et chevaux), ainsi que 2 apiculteurs ayant plus de environ 500 ruches. Parmi les fermes qui se consacrent à la culture, on recense 8 maraîchers (certains spécialisés dans des cultures particulières), 2 viticulteurs, un céralier-boulanger, plusieurs pépiniéristes, arboriculteurs. »

### Espèces, variétés et productions locales
L'agneau de Belle-Île, est une race reconnue par l'INRA, réputé pour donner souvent naissance à des naissances gémellaires (c'est la « prolificité » propre à l'espèce, qui lui a valu son surnom de « La Race de Deux »). L'agneau est l'une des spécialités de l'île mais peu retenue par les éleveurs car sa conformation bouchère n'est pas adaptée à la demande. Un label qui valorise la production locale existe depuis 1994, il s'agit du label « Agneau du large » qui certifie une naissance des animaux sur l'île ainsi que le fait qu'ils passent minimum 60 jours au pré et soient abattus à l'abattoir local et soient principalement nourris à l'herbe avec un apport maximum de céréales dans la ration de 500 g/jour.
Deux apiculteurs élèvent des abeilles noires.
Les appellations d'origine contrôlée (AOC) françaises ou les indications géographiques protégées (IGP) de l'Union européenne à caractère national susceptibles d'être reconnues sur le territoire sont les mêmes que dans le reste de la Bretagne : IGP Cidre de Bretagne ou Cidre breton, IGP Farine de blé noir de Bretagne - Gwinizh du Breizh, et IGP Volailles de Bretagne. À Belle-Ile-en-Mer en compte plus de 20 % des agriculteurs qui sont labellisés Agriculture Biologique, soit plus du double de la moyenne nationale en 2021.

### Débouchés et circuits courts
Selon la CCBI, en 2024, 94 % des fermes de Belle-Île vendent en totalité ou en partie leur production en circuit court, que ce soit par la transformation directe de leurs produits ou en les confiant à des artisans locaux, ce qui crée des emplois et une vie locale active tout au long de l’année.
Un comice agricole est réalisé tous les deux ans, année impaire, dans le Bois du génie à Palais, par le Syndicat d'élevage de Belle-Île. Sont exposés des vaches, chevaux, moutons, cochons, etc. Il y a un buffet sur place.
Il n'existe plus de conserveries de sardines et de légumes, les conserves La Belliloise sont fabriquées à Quiberon.
Plusieurs produits agricoles sont transformés sur l'île avec un annuaire qui les répertorie :
- des fromages de chèvre ;
- des soupes de poissons et de crustacés ;
- de l'hydromel, de la cire, du miel des abeilles noires ;
- de la bière artisanale locale La Morgat, brassée à Port Salio ;
- du whisky de la distillerie Kaerilis ;
- des biscuits, galettes, palets, sablés, gâteaux bretons, caramels, de la biscuiterie La Bien nommée[69] ;
- des chocolats La Palantine.

### La pêche

#### Les sardineries

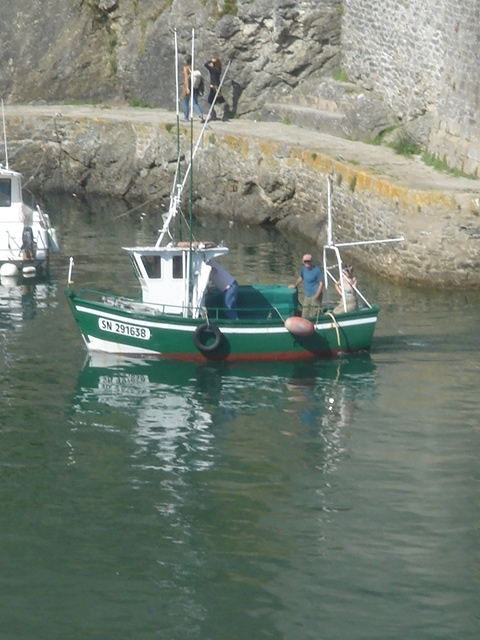
Petit chalutier dans le port de Palais.

Comme dans le reste de la Bretagne, la pêche sardinière se développe rapidement dans la seconde moitié du XIXe siècle avec la généralisation du l’utilisation du procédé de conservation inventé par Nicolas Appert. En 1855 on compte dix conserveries de sardines à Belle-Île. Le développement de la flottille de pêche entraîne en 1911 l’ouverture d’un chantier naval qui emploie une centaine de personnes. La population croît fortement jusqu’à atteindre 10 804 habitants en 1872. Vingt ans plus tard, le déclin à la fois démographique et économique qui s’amorce à Belle-Île est dû en partie à l’épuisement et la baisse de qualité des ressources halieutiques en sardines, ainsi qu’à la modification des circuits de conditionnement et de commercialisation des conserves de sardines.

#### La petite pêche
Depuis les années 1970, la quasi-totalité de la production française de pouce-pieds (appelés « doigts de sorcières » par les Bellilois) vient des gisements de Belle-Île-en-Mer caractérisés par les eaux brassées du large et les vents d'ouest, quelques-uns se trouvant entre l'île d'Yeu et Roscoff. La production qui, vers les années 1960-1970 a dépassé les 300 tonnes annuelles, est désormais réduite à moins de 50 tonnes (officiellement 12,3 tonnes en 1994). Chiffres minimisés, les prises n'étant pas toutes déclarées : à côté des pêcheurs professionnels existe une contrebande exportant tous les pouce-pieds en Espagne où les gisements sur certaines falaises d'îles de Galice ne suffisent pas à répondre à la demande. L'escalade des falaises ou l'approche en bateau sont toutefois dangereuses, empêchant heureusement (pour les ressources naturelles) une vraie "industrialisation" de cette pêche. L'artisanat local en utilise pour créer des souvenirs et objets de décoration.

### Le tourisme

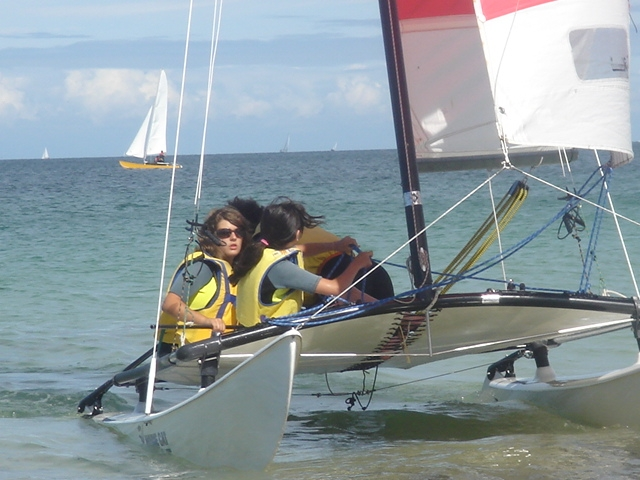
Écoles de voile sur la plage des Grands sables.

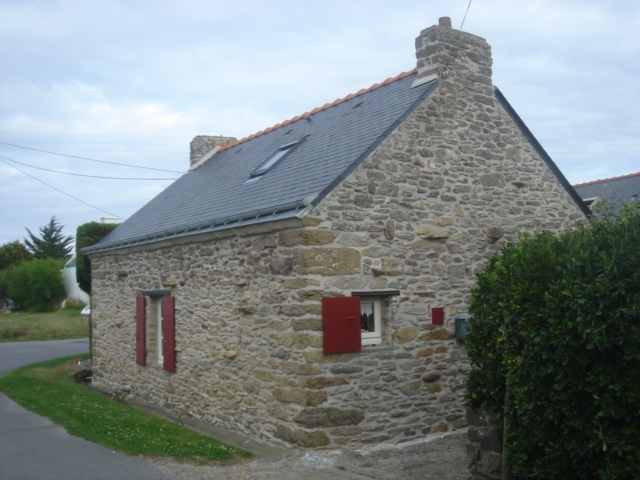
Une longère rénovée et transformée en résidence secondaire.

À la fin du XIXe siècle apparaissent les premiers touristes attirés par le charme de l’île : Claude Monet, Sarah Bernhardt, Albert Roussel. Aujourd’hui le tourisme est une la principale source de revenus de l’île.
Vers 1890, la compagnie de navigation à vapeur « la Belle Iloise » établit une relation régulière avec Auray. Aujourd’hui c’est la Compagnie Océane qui effectue la desserte de l’île depuis Quiberon en 45 minutes à raison de cinq allers-retours hors saison, portés à une dizaine durant la période estivale.
La citadelle du Palais, qui depuis la fin du XIXe siècle n’était plus un lieu stratégique, ainsi que les fortins dispersés sur la côte sont vendus à des particuliers. Depuis 1960, la citadelle qui tombait en ruines a été restaurée par ses propriétaires, M. et Mme Larquetoux. Elle accueillait plusieurs manifestations culturelles, des représentations théâtrales de la compagnie locale, un « marché médiéval » et autres évènements. Elle a été achetée en 2005 par Les Hôtels Particuliers du groupe de Philippe Savry, qui n'ont pas renouvelé ces évènements, hormis le festival Lyrique En Mer.
Dans les années 1970, alors que l'avènement du tourisme créait en Bretagne une frénésie immobilière, le syndicat intercommunal de Belle-Île a su prendre les décisions qui ont protégé l'île d'un développement anarchique, aidés par la Loi Littoral, en maintenant des espaces préservés et en regroupant les constructions nouvelles dans les hameaux.
Les commerces tournés vers la clientèle touristique prennent le relais de l’agriculture et de la pêche qui occupent de moins en moins de bras.
Belle-Île est aujourd’hui une destination de vacances très courue. De nombreux continentaux y ont acquis des résidences secondaires (plus de 60 % des maisons de l'île). Ses nombreuses plages, ses sentiers côtiers, sa jolie campagne, son golf, ses clubs hippiques, son aéroclub, ses écoles de voile, de plongée, de surf, et ses ports attirent à la belle saison de nombreux vacanciers et résidents secondaires qui font passer la population résidente de l’île de 5 120 personnes à environ 25 000 en été (avec un pic variant de 30 000 à 35 000 personnes entre le 14 juillet et le 15 août).
Cependant, les équipements de l’île ont parfois du mal à répondre à la demande lors des périodes estivales de forte fréquentation. Ainsi, en 2005, les besoins annuels de l’île en eau potable sont d’environ 550 000 m3, dont la partie importée coûte 23 €/m3. En 2006, un système de production d'eau potable par dessalement est mis en place sur le conseil de la SAUR, il est abandonné en 2012 à cause de son coût de revient excessif. Les municipalités s'orientent vers une amélioration des installations de recueil et de retenue de l'eau douce qui est abondante sur l'île, avec deux barrages.
Le sentier de grande randonnée 340, qui fait le tour de Belle-Île, a été élu « GR préféré des Français pour l'année 2022 » : « le charme des côtes, de la culture et du patrimoine breton ont retenu l'attention des randonneurs et des amoureux de Belle-Île » selon Madeleine Lebranchu, présidente de la Fédération française de randonnée pédestre pour le département du Morbihan.

## Démographie
Le maximum de la population a été atteint en 1872 avec 10 804 habitants, elle a diminué jusqu'à 4 100 habitants en 1982, et remonte légèrement depuis pour atteindre environ 5 611 habitants permanents en 2022, mais la population est vieillissante. La proportion de résidences secondaires dans le même temps est passée de 35 % à 55 %. L'île accueille chaque année 450 000 visiteurs pour des séjours allant de quelques heures à quelques semaines.
Les détails (données et leurs références) sont donnés dans les sections « Démographie » de chacune des quatre communes constituant le canton de Belle-Île.
| 1793  | 1800  | 1806  | 1821  | 1831  | 1836  | 1841  | 1846  | 1851  | 1856  |
| ----- | ----- | ----- | ----- | ----- | ----- | ----- | ----- | ----- | ----- |
| 5 979 | 5 912 | 6 712 | 7 264 | 8 233 | 8 553 | 9 391 | 9 306 | 9 994 | 9 871 |

| 1861   | 1866   | 1872   | 1876   | 1881  | 1886   | 1891   | 1896  | 1901  | 1906  |
| ------ | ------ | ------ | ------ | ----- | ------ | ------ | ----- | ----- | ----- |
| 10 076 | 10 238 | 10 804 | 10 142 | 9 900 | 10 219 | 10 177 | 9 836 | 9 771 | 9 703 |

| 1911  | 1921  | 1926  | 1931  | 1936  | 1946  | 1954  | 1962  | 1968  | 1975  |
| ----- | ----- | ----- | ----- | ----- | ----- | ----- | ----- | ----- | ----- |
| 9 344 | 6 827 | 6 673 | 6 063 | 5 646 | 4 670 | 4 906 | 4 647 | 4 412 | 4 328 |

| 1982  | 1990  | 1999  | 2006  | 2009  | 2010  | 2012  | 2015  | 2021  | - |
| ----- | ----- | ----- | ----- | ----- | ----- | ----- | ----- | ----- | - |
| 4 191 | 4 489 | 4 735 | 5 045 | 5 126 | 5 187 | 5 270 | 5 387 | 5 553 | - |

## Langues
La langue bretonne, sous sa forme vernaculaire de type vannetais, s’est éteinte à Belle-Île au cours du XXe siècle. Patrick Le Besco a enquêté dans l’île en 1986-1987, il a rencontré les derniers locuteurs nés à Belle-Île-en-Mer et a publié en 1992-1996 l’intégralité de sa collecte dans Zeitschrift für die celtische Philologie « Le breton de Belle-Île-en-mer » (no 45, 1992, p. 239; no 48, 1995, p. 89-258), ce travail a été réédité en 1998 et en 2005 sous le titre Le Breton de Belle-Île-en-Mer, corpus (phonologie, lexique, textes).
L'Atlas Linguistique de la Basse-Bretagne mentionne qu'en 1911 « les enfants comprennent encore en général le breton, mais ne le parlent pas, ou mal ». On peut supposer que la langue bretonne a pu se maintenir comme première langue chez une infime partie de la population de l'île jusque dans les années 1930. Les derniers locuteurs actifs ont disparu dans les années 1980, le dialecte de Belle-Île est sans doute désormais éteint[réf. souhaitée]. Certains mots sont toutefois encore utilisés de manière isolée (dans une phrase en français), tels que « bodjet » (un récipient, un bol), « chtal » (le « bordel », bazar), le « porker » (un homme pauvre et sale).

## Santé
L'hôpital Yves Lanco, récemment rénové, faisant partie du Pole Médical de Belle-île-en-mer, dispose d'un service de Médecine, d'un EHPAD, d'une U.S.L.D. (Unité de Soins Longue Durée) ainsi que d'un F.A.M. (Foyer d’Accueil Médicalisé). Le service de lavanderie hospitalière, jugé trop coûteux par la direction et certaines instances, est récemment supprimé au profit d'une délocalisation de cette activité sur le continent.
Plusieurs médecins généralistes officient sur l'île, ainsi que quelques spécialités (opticien, kinésithérapeute, infirmière libérale, masseurs…). Les urgences les plus graves sont envoyées sur le continent par hélicoptère, mais d'autres situations particulières peuvent obliger à se rendre dans d'autres hôpitaux pour pouvoir être soignées (par exemple, des examens et chirurgies de la main).
Il y a également le Contrat Local de Santé pour aider à assurer la continuité territoriale des soins.
En 1978, la pharmacienne Danielle Judic disparaît sans laisser de traces et n'est jamais retrouvée.

## Éducation
L'île comporte six écoles et deux collèges.
Une école primaire publique sur la commune du Palais, une école primaire à Locmaria, une école primaire publique à Bangor (école communale de Bangor), deux écoles primaires privées à Sauzon (école Sainte-Marie) et au Palais (école Sainte-Anne), un collège public (collège Michel-Lotte) ainsi qu'un privé (collège Sainte-Croix) tous deux au Palais.
La suite des études se poursuit sur le continent, généralement à Vannes ou Lorient, les lycéens revenant sur l'île tous les week-ends par bateau.

## Transports

### Transports maritimes
Une desserte régulière part de Quiberon dont la délégation de service public a été attribué en 2008 à la Compagnie Océane, filiale de Transdev, qui exploite maintenant les deux principaux navires sur cette ligne (Vindilis, Bangor) appartenant à la région Bretagne. Le groupe a aussi pris le contrôle de la société de caboteurs[Laquelle ?] qui assure le transport du fret sur l'Île, ce qui la met en situation de quasi-monopole[réf. nécessaire]. C’est la seule ligne maritime transportant les véhicules. Précédemment, la ligne était exploitée par la Société morbihannaise de navigation. Une nouvelle délégation de service public (DSP) au profit de la compagnie Océane a été votée le 18 novembre 2014. La Compagnie Océane présente des comptes déficitaires depuis 2008, alors que la précédente exploitation par la Société morbihannaise de navigation avait clôturé son dernier exercice par un résultat excédentaire. En 2015, une requête devant le tribunal commerce donne raison aux habitants contre Véolia, ses bénéfices sont jugés excessifs et la Compagnie Océane se trouve obligée de réviser ses tarifs à la baisse[réf. nécessaire]. La Compagnie Océane assure également le transport du fret et de la petite messagerie depuis Quiberon.
Durant la saison estivale, d'autres compagnies assurent des liaisons ente le continent et l'île, tel la Compagnie des îles et la Compagnie du Golfe qui assurent d'avril à septembre des aller-retours quotidiens depuis Vannes, Quiberon, Port-Navalo, Le Croisic et La Turballe, la Société morbihannaise de navigation qui propose des traversées au départ de Quiberon[réf. nécessaire].
Un service de transport des marchandises est assuré depuis Vannes par les caboteurs de la société TMC (Transports Maritimes et Côtiers) comme le Guedel 3.
Le transport des carburants est assuré par le navire « Anatif », connu pour être le plus petit pétrolier du monde, exploité par Marine-Énergie, filiale la CLT (Compagnie ligérienne de transports),.

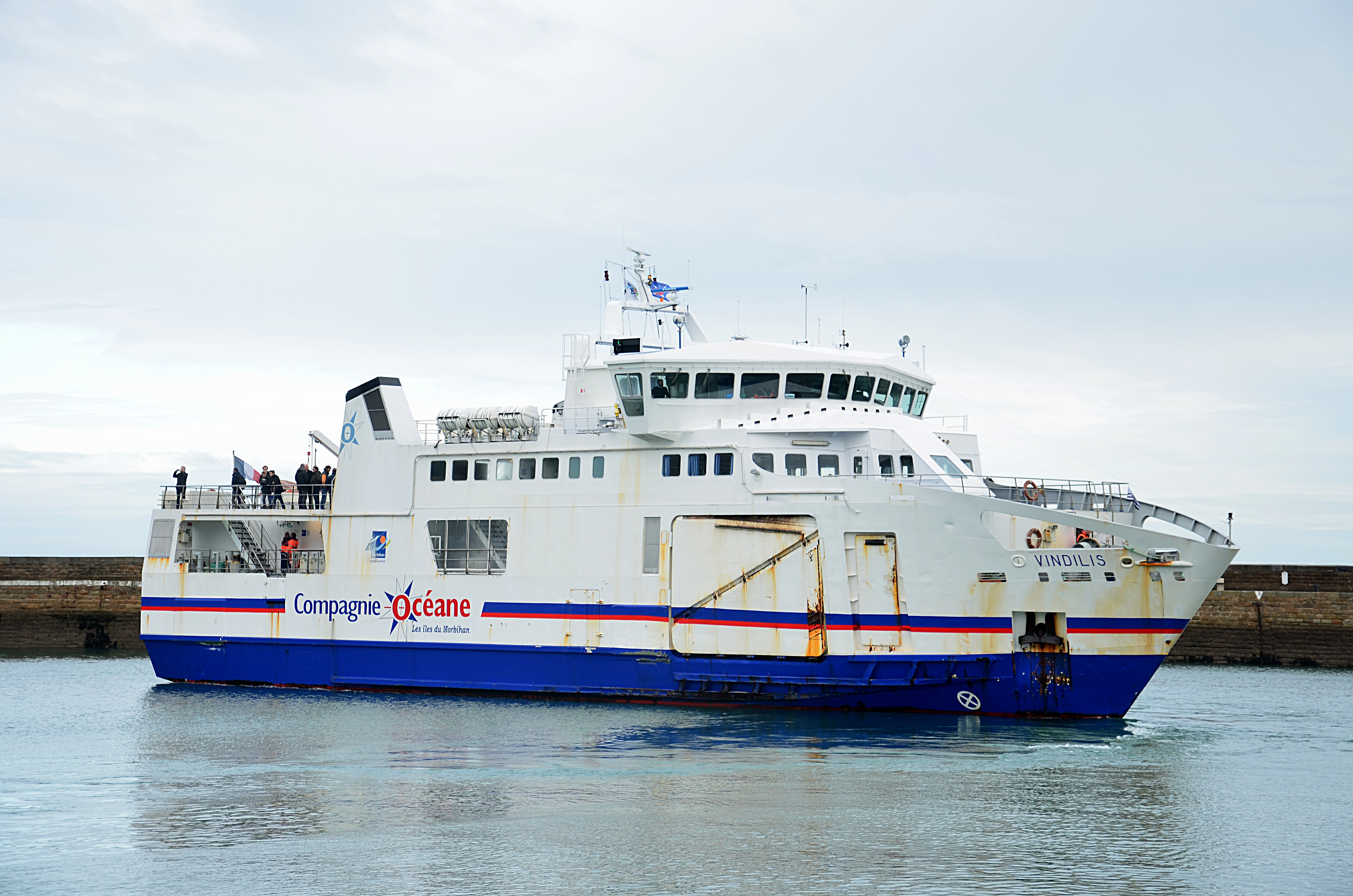
Appareillage du Vindilis du port de Palais.
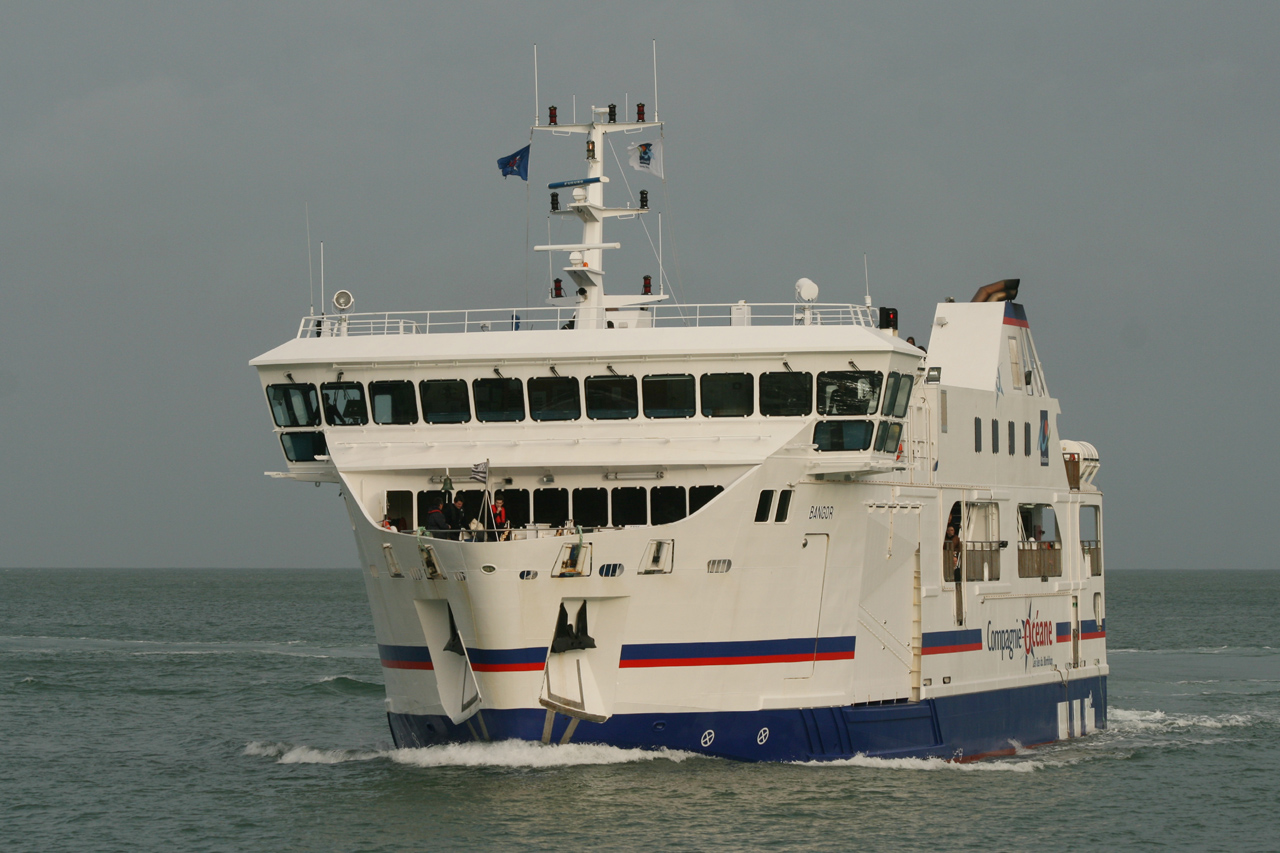
Le Bangor.
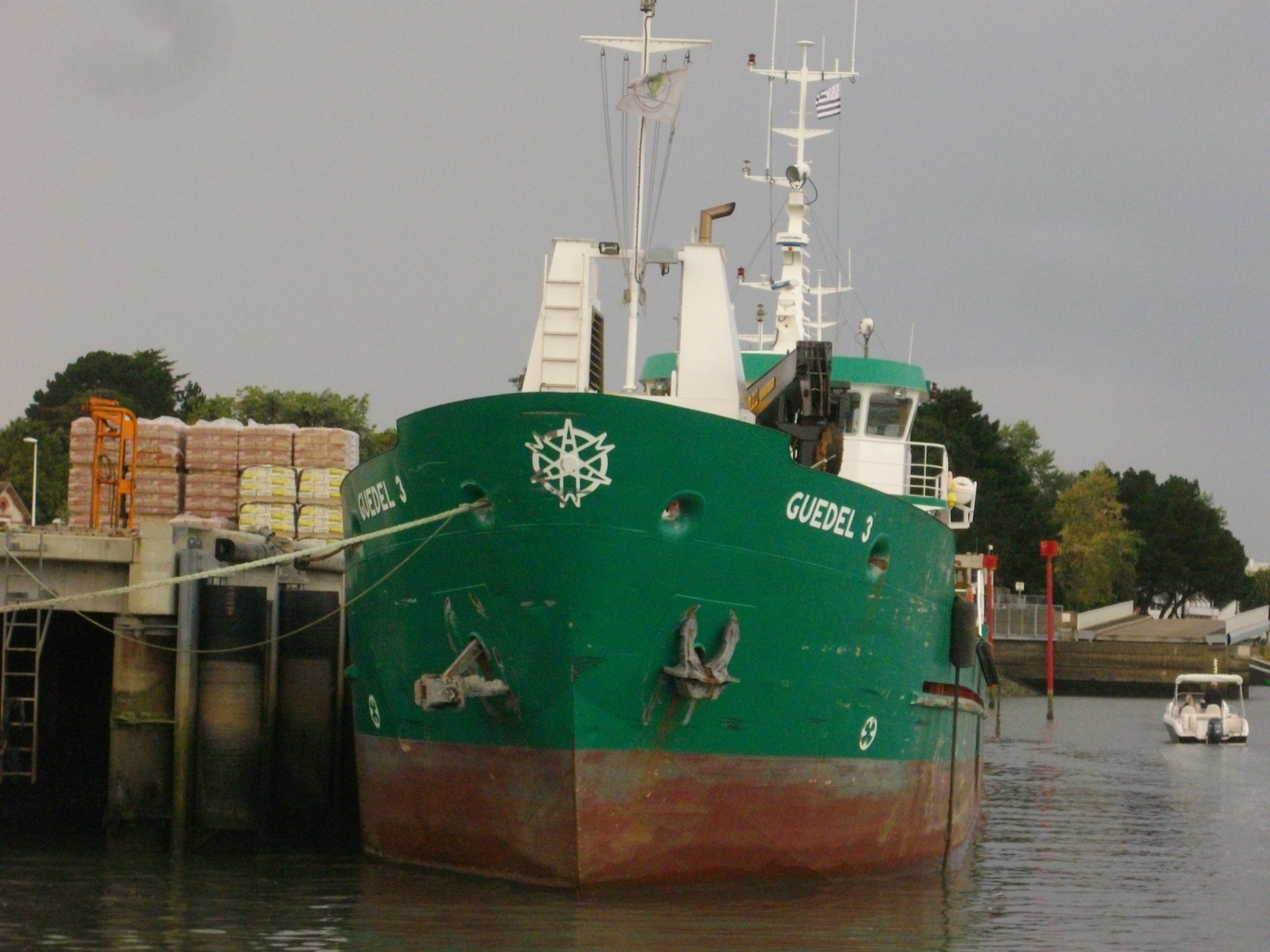
Le Guédel 3 à quai dans le port de Vannes.

### Transport aériens

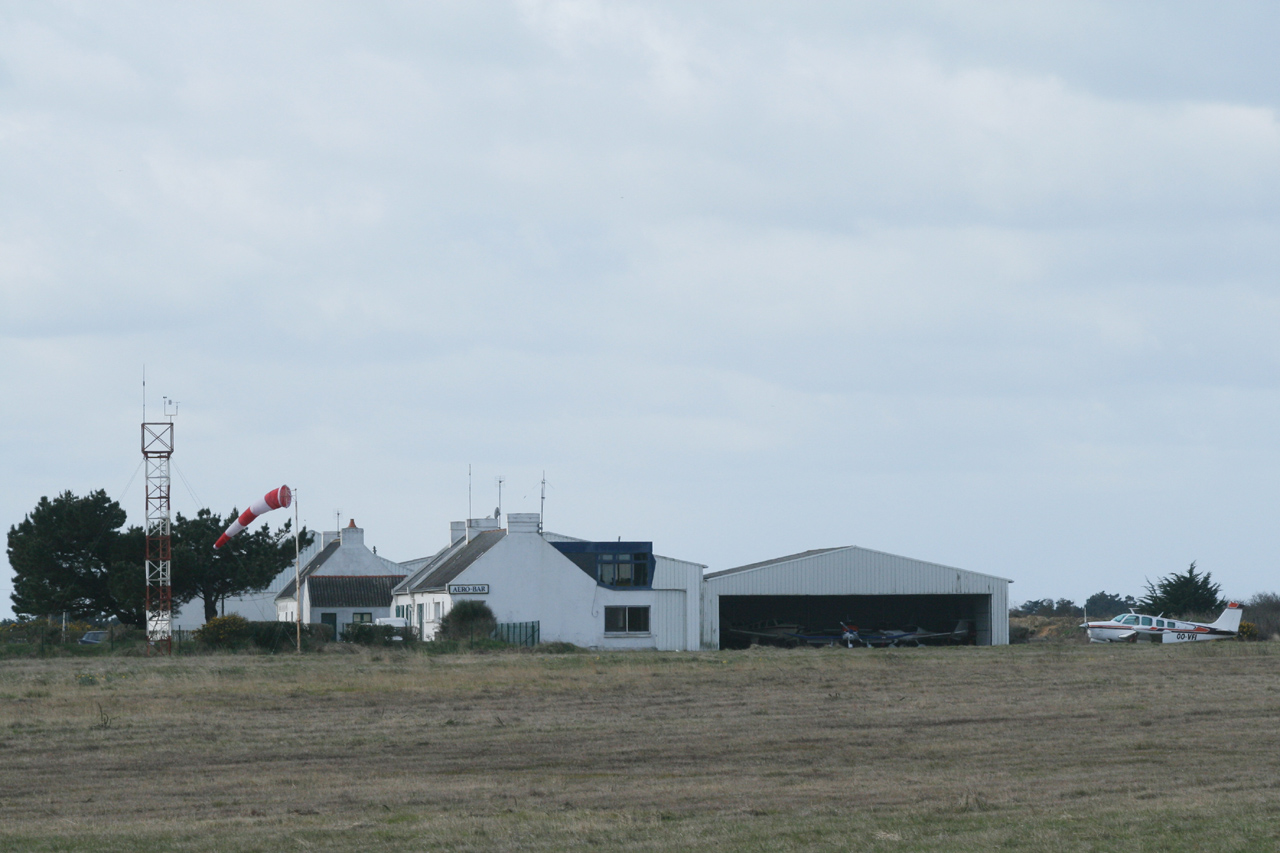
Aérodrome de Belle-Île.

L'aérodrome de Belle-Île (LFEA) est un ouvert à la Circulation Aérienne Publique (C.A.P.). Des liaisons aériennes commerciales sont assurées la compagnie Finistair vers les aéroports de Brest, Vannes et Rennes durant la saison. L'aéroclub Charles Robin y est installé. Il est propriétaire d'un Diamond DA-20 et d'un Diamond DA-40[réf. nécessaire]. Il y a également la possibilité d’avion taxi avec ATS ou avec des pilotes privés possédant les licences nécessaires.

### Transports terrestres
Deux compagnies d’autocars proposent des circuits touristiques et du transport à la demande:
- Les Cars bleus[91]
- Les Cars verts[92].

Taol Mor est un service de lignes régulières de bus d’avril à septembre.
Sur l’île, plusieurs entreprises proposent des services de taxis ou la location de véhicules automobiles, motos, scooters et bicyclettes.
Renault et diverses collectivités locales annoncent le déploiement en 2019 du projet FlexMob’Île visant à accélérer l’indépendance énergétique de Belle-Île-en-Mer : une flotte de véhicules électriques en libre-service sera proposée aux résidents et visiteurs ; un réseau de bornes de recharge intelligentes utilisera le surplus d’énergie produit par les panneaux solaires installés sur le toit des bâtiments publics pendant les périodes de faible consommation.

## Lieux remarquables de Belle-Île
L'île comporte de nombreuses fortifications de différentes époques. La citadelle Vauban au Palais est la plus importante. Mais il en existe de nombreuses autres tels l'enceinte urbaine fortifiée du Palais, la seule du XIXe siècle qui a subsisté dans son état d’origine ou une casemate près de la porte Vauban où la Kriegsmarine avait installé une infirmerie militaire pendant l'occupation.
Le sentier côtier, formant le sentier de grande randonnée 340, faite le tour de l’île et permet de longer les falaises de la côte sauvage. Il faut compter une bonne semaine de marche pour en faire le tour. Il permet de visiter les sites naturels remarquables de l'île tels les aiguilles de Port-Coton qui ont été immortalisées par le peintre Claude Monet, qui ressemblent. La grotte de l'Apothicairerie traversant de part en part une pointe rocheuse, surnommée ainsi à cause des nombreux nids d’oiseaux, alignés le long de ses parois, faisant penser à des pots de produits pharmaceutiques, comme ceux qui ornaient les échoppes des « apothicaires » autrefois. Ces nids ont disparu aujourd’hui, les oiseaux nichant là ont été décimés par une chasse « touristique » dont ils faisaient l’objet à la fin du XVIIIe siècle : on y amenait les touristes en barque depuis Sauzon, arrivés dans la grotte ceux-ci s’amusaient à y tirer des coups de fusil et à voir voler, affolés, les oiseaux qui y trouvaient refuge. La zone tout autour est depuis devenue une réserve ornithologique, encore mieux protégée depuis la fermeture de l'hôtel de l'Apothicairerie. D'autres spectaculaires lieux naturels sont à proximité de ce chemin tel le trou de Vazen, la pointe des Poulains abritant un phare situé au nord de l'île. Il passe le long du golf, aménagé au milieu des landes. Juste à côté, le fort de Sarah Bernhardt à la pointe des Poulains, racheté et rénové par le Conservatoire du littoral, fait partie des nombreux fortins de l'île.Le chemin longe les nombreuses plages de sable, comme celle des "Grands sables" qui est la plus longue ou celle de Donnant avec des rouleaux permettant de pratiquer le surf. Il traverse le village Sauzon avec son port et les façades de ses maisons typiques aux volets colorées. Il passe également près de l'Aiguade Vauban, aussi nommée Belle Fontaine, se trouvant à Port Salio.
À l'intérieur de l'ile, le phare de Goulphar, situé à Kervilahouen, a été édifié entre 1826 et 1835. Il a une hauteur totale de 52 mètres. Dans la campagne sont également visibles les vingt-six croix de chemins, les menhirs Jean et Jeanne ainsi que le menhir blanc de Kervarigeon.

## Personnalités venues à Belle-Île
Un grand nombre de personnalités sont venues visiter ou vivre sur l’île au cours de l'histoire.
En 1654, le cardinal de Retz, archevêque de Paris, qui fuyait la vindicte de Mazarin vint se réfugier sur l'île. Après son évasion de la prison du château de Nantes, il débarqua à un des ports de la côte de Bangor. Par la suite, l'île fut vendue à Nicolas Fouquet qui acheva ce que son prédécesseur avait commencé, à savoir l'agrandissement de la citadelle. Il n'est jamais venu sur l'île, mais il semble qu'il voulait en faire une place de sûreté, un refuge en cas de procès.
Le Major John Craufurd, gouverneur anglais qui occupait l’île, et qui, une fois signé le traité qui obligeait les Anglais à en partir, obtint de Louis XV qu’on lui donnât la maison qu’il habitait pour pouvoir continuer à passer les vacances, ce qu’il fit les années suivantes.
De nombreux écrivains vinrent sur l'ile et s'en inspirèrent. Le poète Marc-Antoine de Saint-Amant qui y écrivit ses Solitudes en 1617. En mai 1847, au cours de leur voyage en Bretagne, Maxime Du Camp et Gustave Flaubert, après être passés par Carnac et Quiberon, vinrent visiter Belle-Île dont ils arpentèrent les rivages, les champs et les landes. Le récit de ce séjour est inclus dans l’ouvrage intitulé Par les champs et par les grèves de Gustave Flaubert.
Des acteurs vinrent à Belle-Île, Sarah Bernhardt ou Arletty, y acquirent une maison pour venir s'y reposer.
De nombreux peintres, tel Claude Monet vinrent sur l'île immortaliser ces paysages. Il séjourna pendant 74 jours du 12 septembre au 25 novembre 1886. Il peignit les rochers nommés Aiguilles de Port-Coton et autres lieux de l’île. Ces aiguilles furent le sujet de plusieurs œuvres d'autres peintres renommés tel John Peter Russell en 1890 et Charles Cottet en 1900.
Des hommes politiques fréquentèrent également l'île, tel François Mitterrand qui vint plusieurs fois à Belle-Île, d'abord en 1977 en avion avec Jean Poperen, puis à nouveau en 1991, 1992, 1993 et 1994. Il aimait se promener sur la côte sauvage. Lors de son dernier séjour en 1995, il disait: « Tout ici m’a séduit : l’air, les couleurs, le ciel, il y a ici quelque chose d’inimitable, une sorte d’équilibre de forces… J’ai parcouru le monde mais ici, que c’est beau, que c’est beau !!! ». « Il ne cherchait pas du tout le contact avec les habitants qui lui fichaient une paix royale. D'ailleurs, le service de sécurité était vraiment allégé. Je pense que c'est aussi une des raisons pour lesquelles il venait ici », commente une des habitantes qui se souvient bien des promenades présidentielles sur les quais de Palais.
Durant l'histoire, du fait de sa position isolée, l'île servit de prison. À la suite de l'affaire des poisons au XVIIe siècle, plusieurs femmes ayant accusé Madame de Montespan furent enfermées par lettre de cachet  à la Citadelle. Des révolutionnaires tels Armand Barbès, Auguste Blanqui, ou des communards furent internés sur l'île au milieu du XIXe siècle. Durant la Première Guerre mondiale des prisonniers de guerre allemands furent internés à la Citadelle. Durant la guerre d'Algérie, du printemps 1956 à début 1959, le leader nationaliste Messali Hadj y fut retenu en résidence surveillée.

## Belle-Île dans l’art et la culture

### Littérature
Le livre Les Cavaliers de Belle-Île d’Hubert Monteilhet se passe en partie à Belle-Île, au XVIIe siècle.
Belle-île est l'un des lieux de l'action du roman Le Vicomte de Bragelonne, la deuxième suite des Trois Mousquetaires d'Alexandre Dumas, qui attribue les fortifications de l'île à Aramis et fait mourir Porthos dans une grotte de Locmaria.
Toute l’histoire du roman Pépé la Boulange d’Yvon Mauffret tourne autour de Belle-Île et du personnage principal qui revient sur l’île après 60 ans d’absence (livre pour ado).
Belle-île est aussi le cadre de plusieurs romans policiers du début du XXIe siècle, ayant pour auteur, par exemple, Alain Emery.
Elle est le lieu récurrent de l’intrigue de la série BD Élysée République de Rémy Le Gall et Frisco, publiée chez Casterman, dont le héros, Constant Kérel, est natif de l’île.

### Chansons

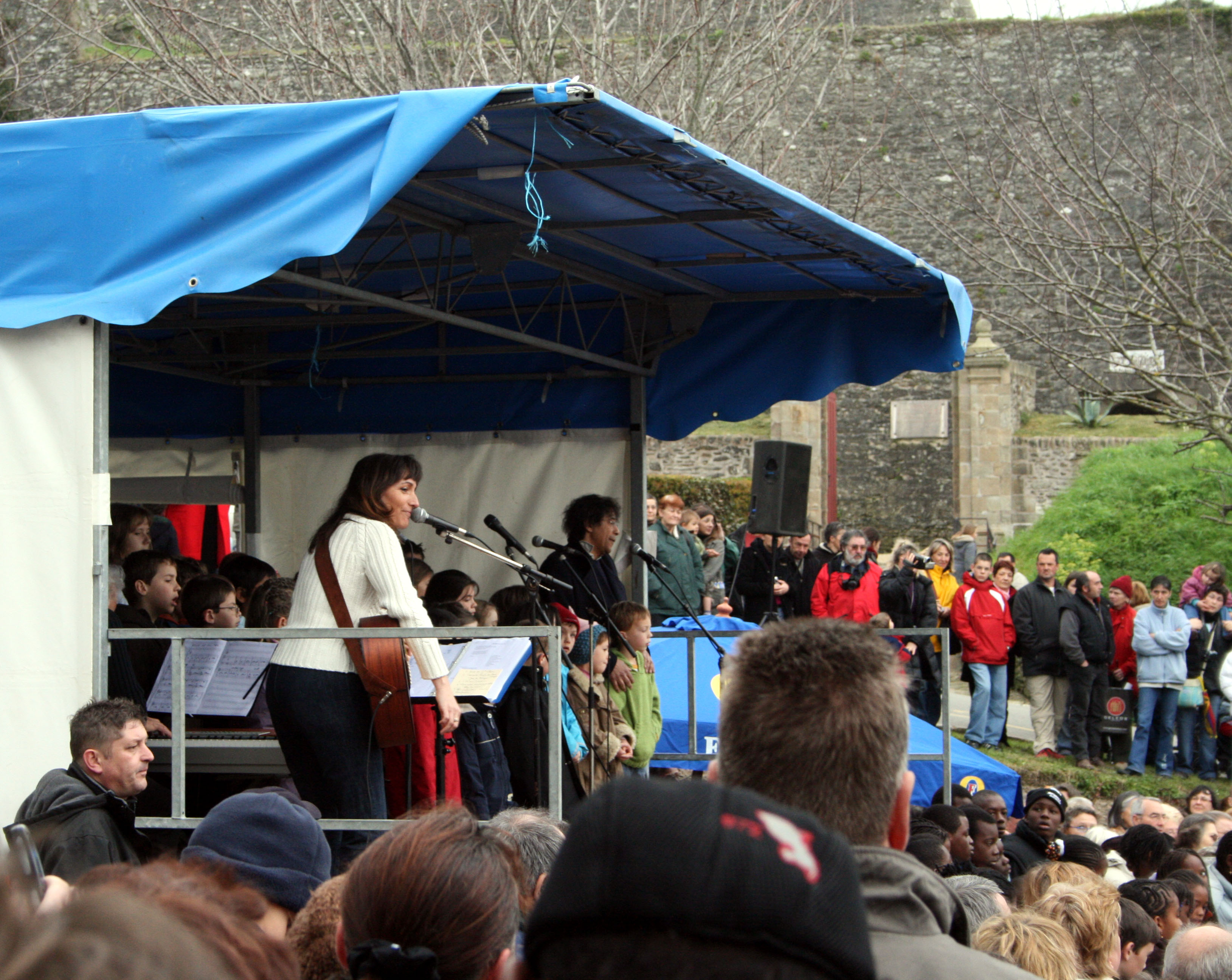
Concert pour le départ du Trophée BPE des chorales de Belle-Île et Marie-Galante

L'île est chantée par Laurent Voulzy dans la chanson Belle-Île-en-Mer, Marie-Galante. Cette chanson a inspiré le trophée BPE en 2007 ainsi que le jumelage de l’île avec Marie-Galante.

### Cinéma et télévision
De nombreux films, courts métrages et documentaires furent tournés à Belle-Île.
- Le court métrage Jean Epstein Le Tempestaire sorti en 1948;
- Le documentaire Les Acadiens de la dispersion (ONF, 1968), réalisé par Léonard Forest, aborde le thème de l'immigration acadienne à Belle-Île-en-Mer;
- L'épisode 6 de la 1re saison de la série Commissaire Moulin "Marée basse" y a été tourné en 1977;
- Dolmen, la saga de l’été 2005 de TF1, avec Ingrid Chauvin et Bruno Madinier en acteurs principaux y a été tourné.
- En 2016, le cinéaste acadien Phil Comeau réalise le film documentaire primé Belle-Île-en-Mer, île bretonne et acadienne. Il tourne ensuite (2019) le film Belle-Île en Acadie, également primé à nombreux festivals ;
- Traitement de choc d'Alain Jessua avec Annie Girardot et Alain Delon ;
- En 2020, tournage du 1er épisode de la 3e saison de la série Balthazar, diffusée fin 2020 sur TF1, avec Tomer Sisley et Hélène de Fougerolles ;
- La même année, Guillaume Canet tourne Lui sorti en 2021.

### Peinture

Peintures de Maxime Maufra
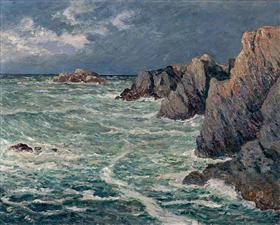
Côte de Domois (Belle-Île-en-Mer), 1900-1918 Musée d'Arts de Nantes
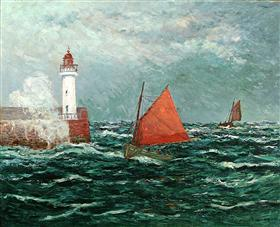
Rentrée des Bateaux de Pêche à Belle-Île-en-Mer, 1910 Collection privée, Vente 2010
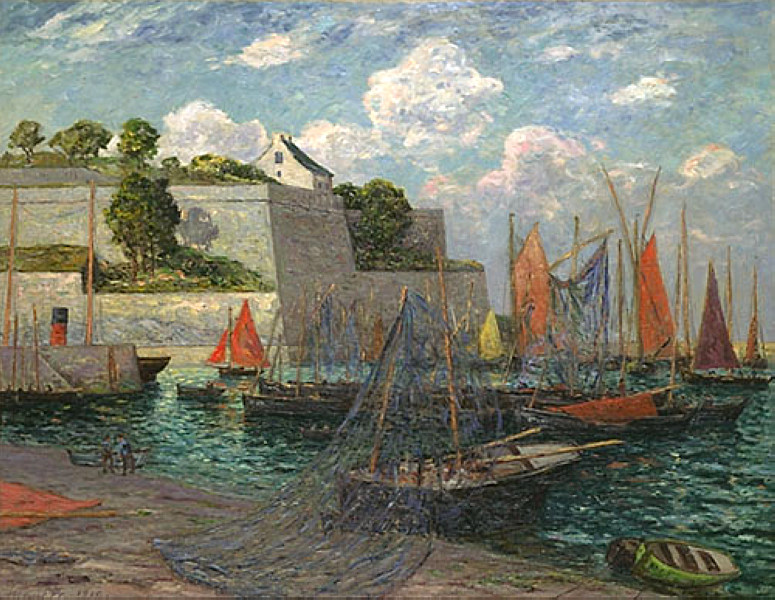
Port du Palais à Belle-île, 1910 Collection privée, Vente 2009

De nombreux peintres ont représenté Belle-Île comme Claude Monet; parmi eux on retrouve également:
- Serge Kislakoff a peint le port de Sauzon (huile sur toile, 1938, collection particulière)
- Constantin Kousnetzoff a peint des paysages de Belle-Île dont :
  - Goulphar (huile sur toile, 1913, collection particulière)
  - Le port de Sauzon à la voile jaune (huile sur toile, 1923, collection particulière)[108].
- Alexis Gritchenko[réf. souhaitée] :
  - Rochers à Belle-Île (huile sur panneau d'isorel, 1932, Musée de la citadelle Vauban, Belle-Île-en-Mer)
  - Les aiguilles de Port Coton à Belle-Île (huile sur panneau d'isorel).

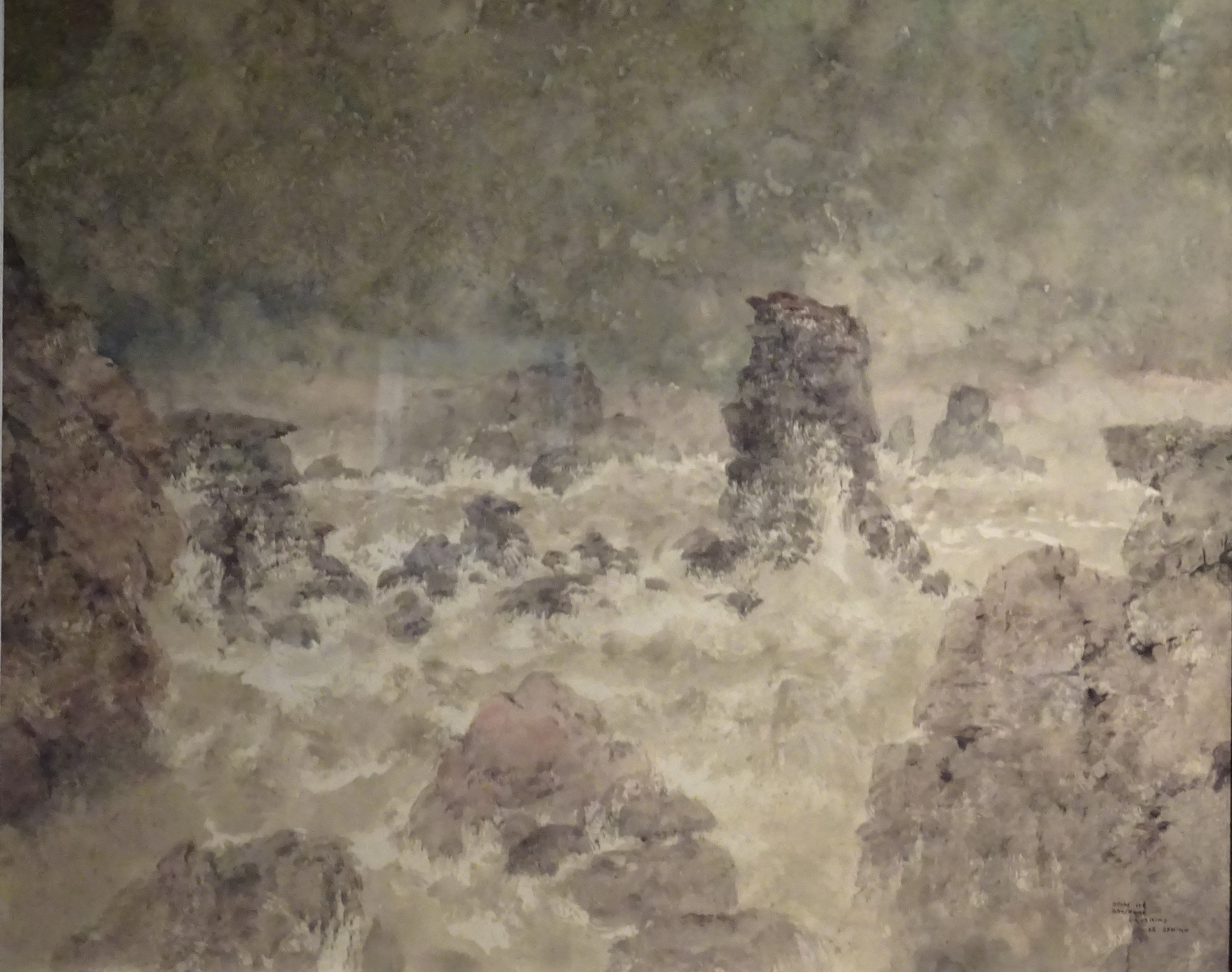
Ernest Guérin : Le Sphinx, Belle-Île-en-Mer, Bretagne (aquarelle sur papier, non daté).

- Ernest Guérin : Le Sphinx, Belle-Île-en-Mer, Bretagne (aquarelle sur papier, non daté).

### Musique
L'île accueille tous les étés un festival de musique de chambre « Plage musicale à Bangor », un festival de musiques actuelles « Belle Île On Air », le festival de jazz, « Notes à Belle-Isle » (depuis 1999), le festival dub/reggae « Island Station » et le festival d’art lyrique « Lyrique-en-mer, Festival de Belle-Île ».
Le nouveau Festival Lyrique International de Belle-Isle en Mer vit le jour en décembre 2013. En 2014, les opéras Pagliacci (Leoncavallo) et Gianni Schicchi (Puccini) ont été joués à la salle Arletty, au Palais. Le chœur de Belle-Île propose avec les artistes du festival La Création (Haydn) dans les quatre églises de l'île, ainsi qu'à la cathédrale de Vannes.

### Artisanat d'art
Fluïd est une SCOP réunissant des souffleurs de verre qui ont été formés dans les ateliers de l'île danoise de Bornholm, école scandinave réputée. Ils fabriquent des verres, vases et carafes.

## Galerie

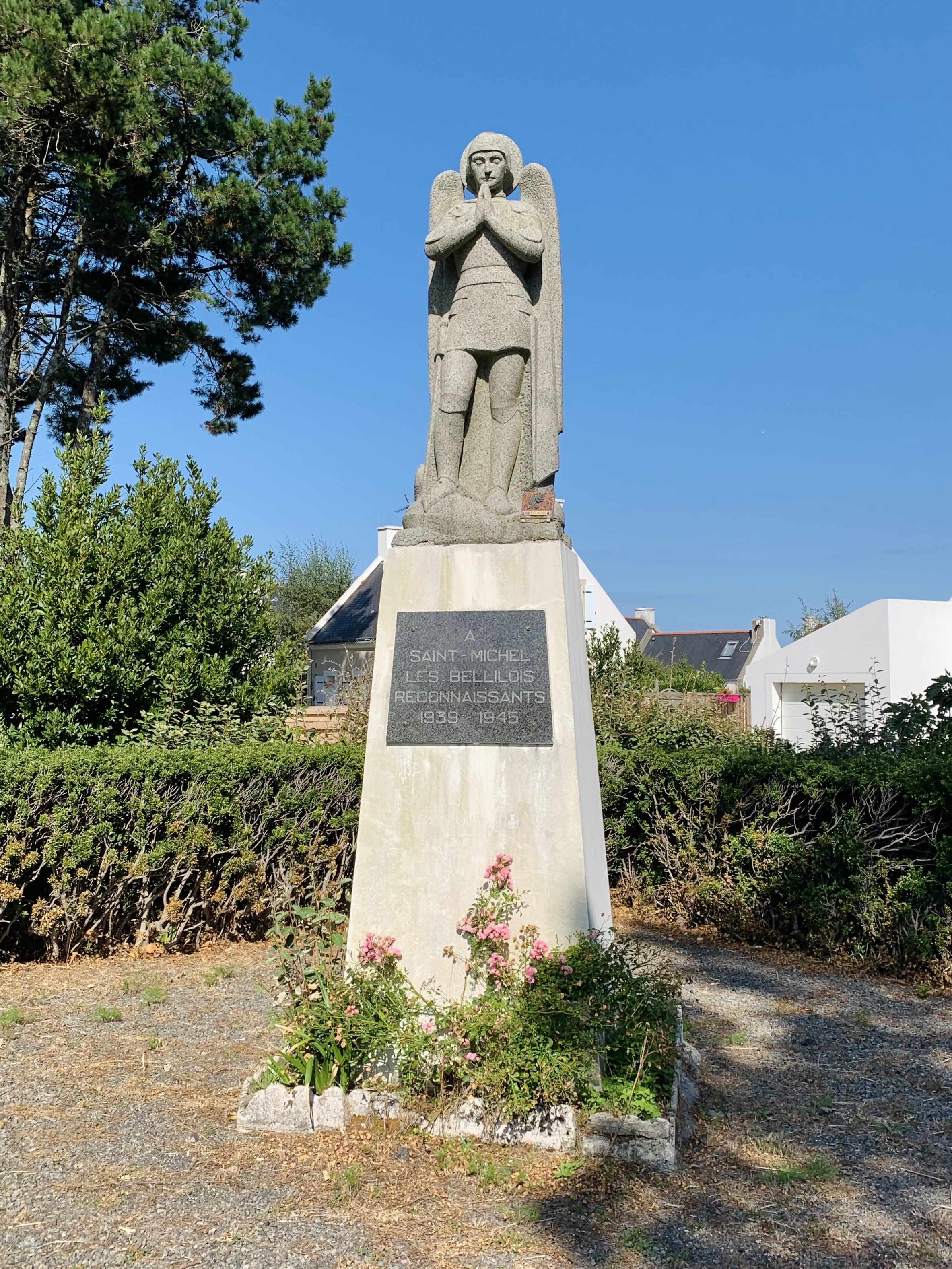
Statue de Saint Michel des Bellilois reconnaissants 1939-1945.
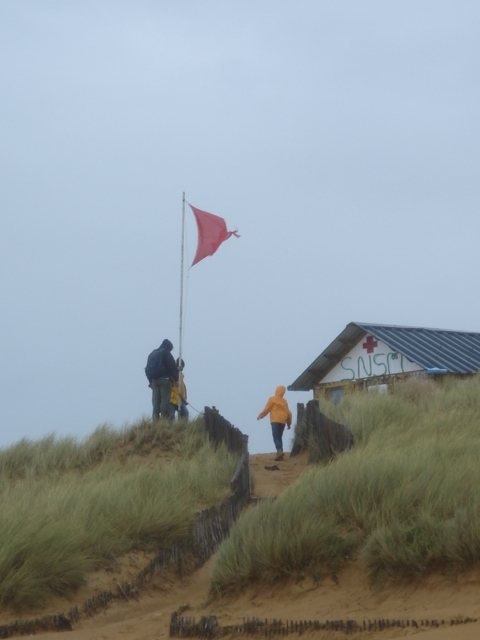
Cabane de la SNSM et drapeau rouge à Donnant.
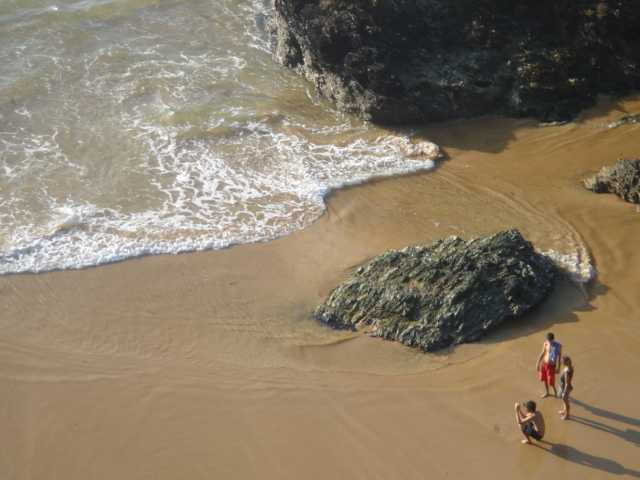
Plage de Donnant.
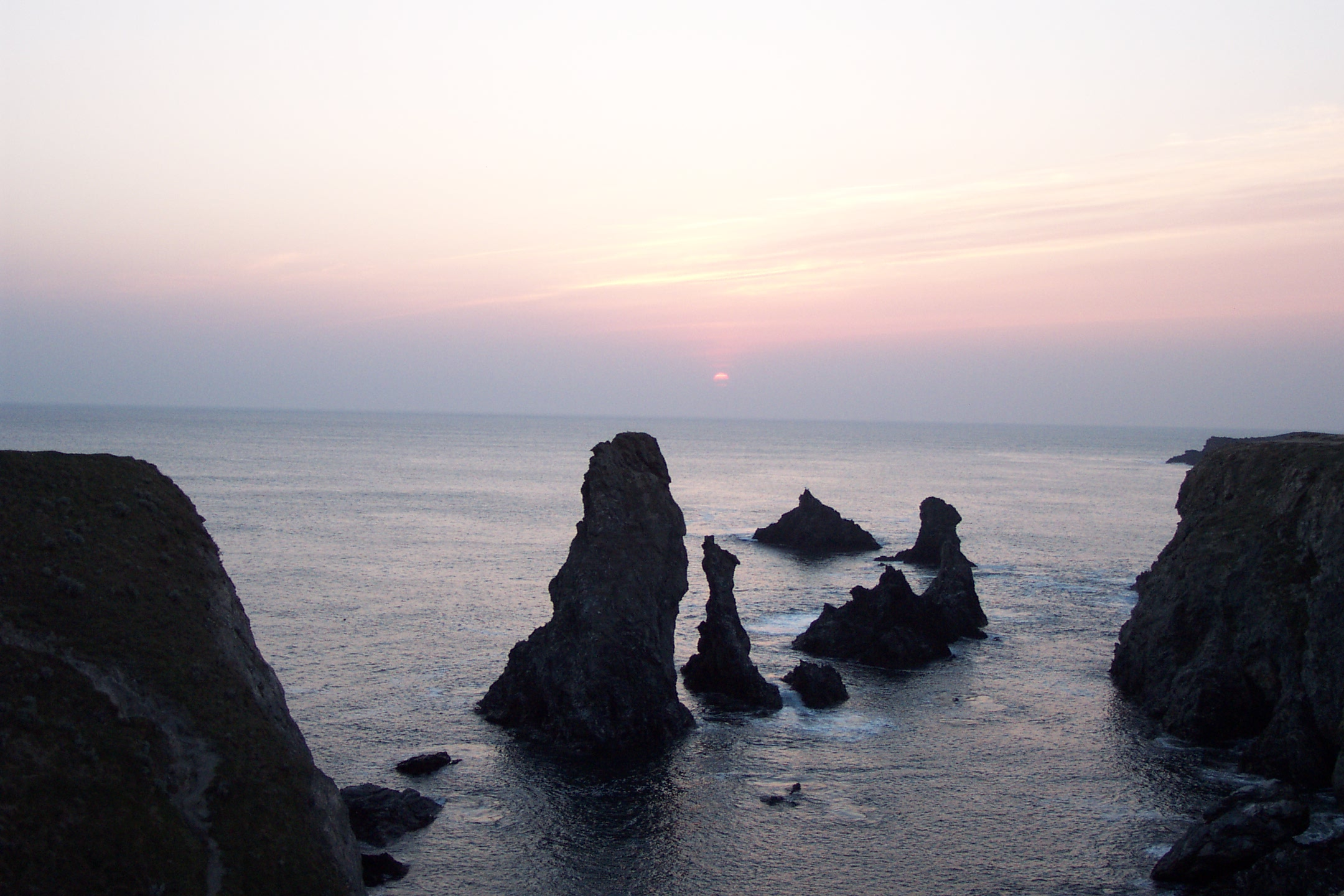
Les aiguilles de Port Coton
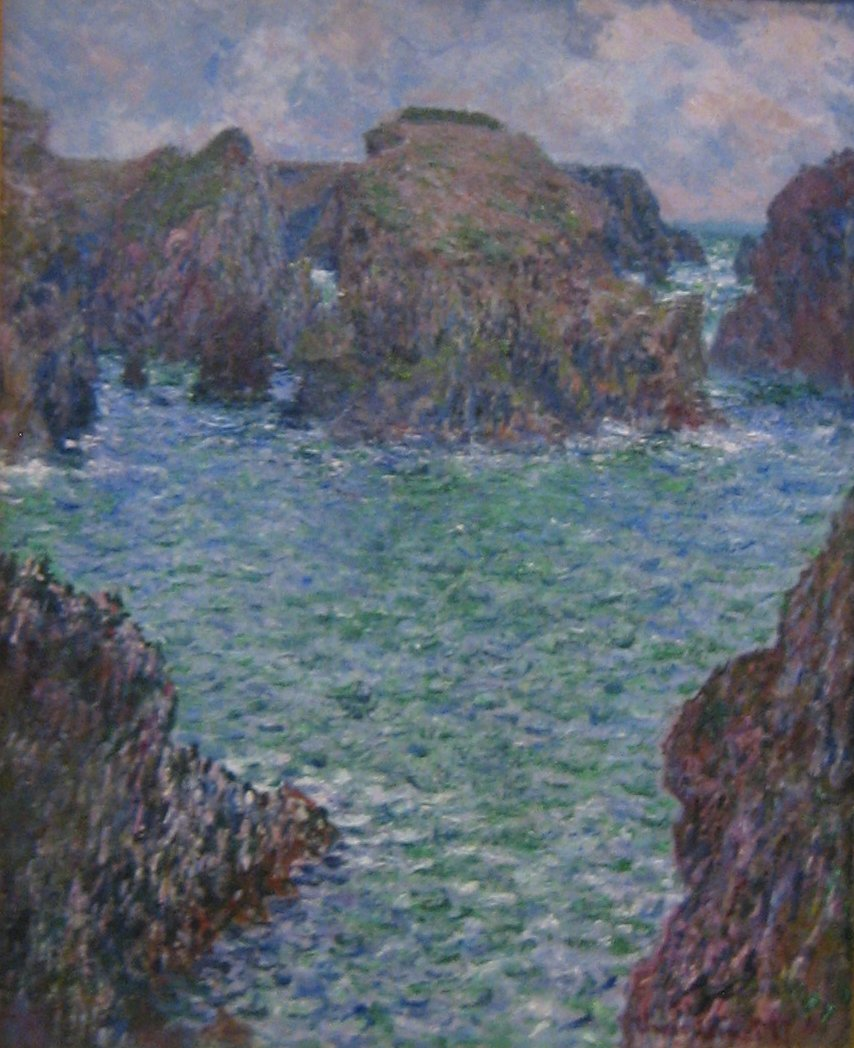
Port Goulphar par Claude Monet, 1887.

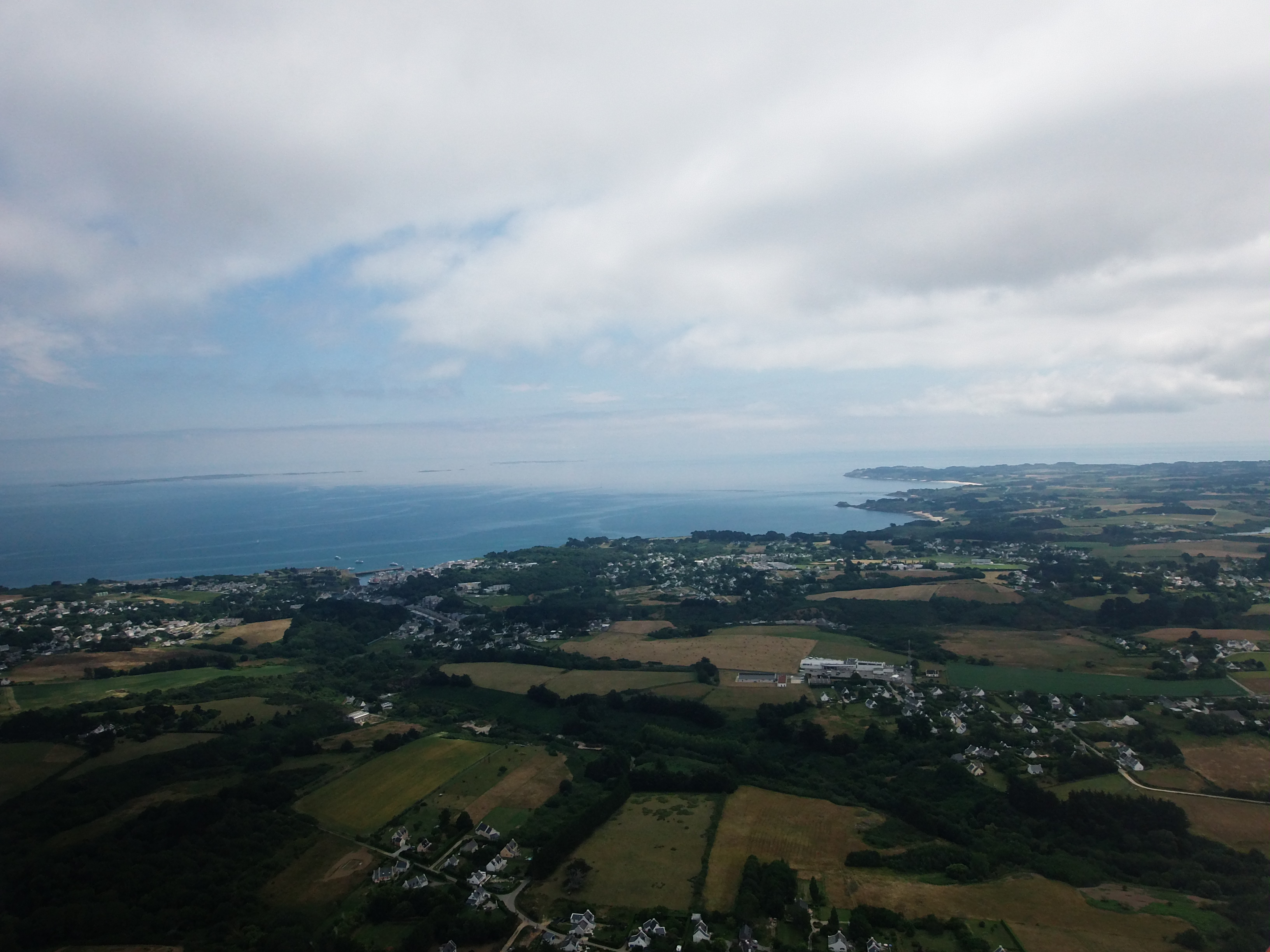
Le Palais, vue d'avion
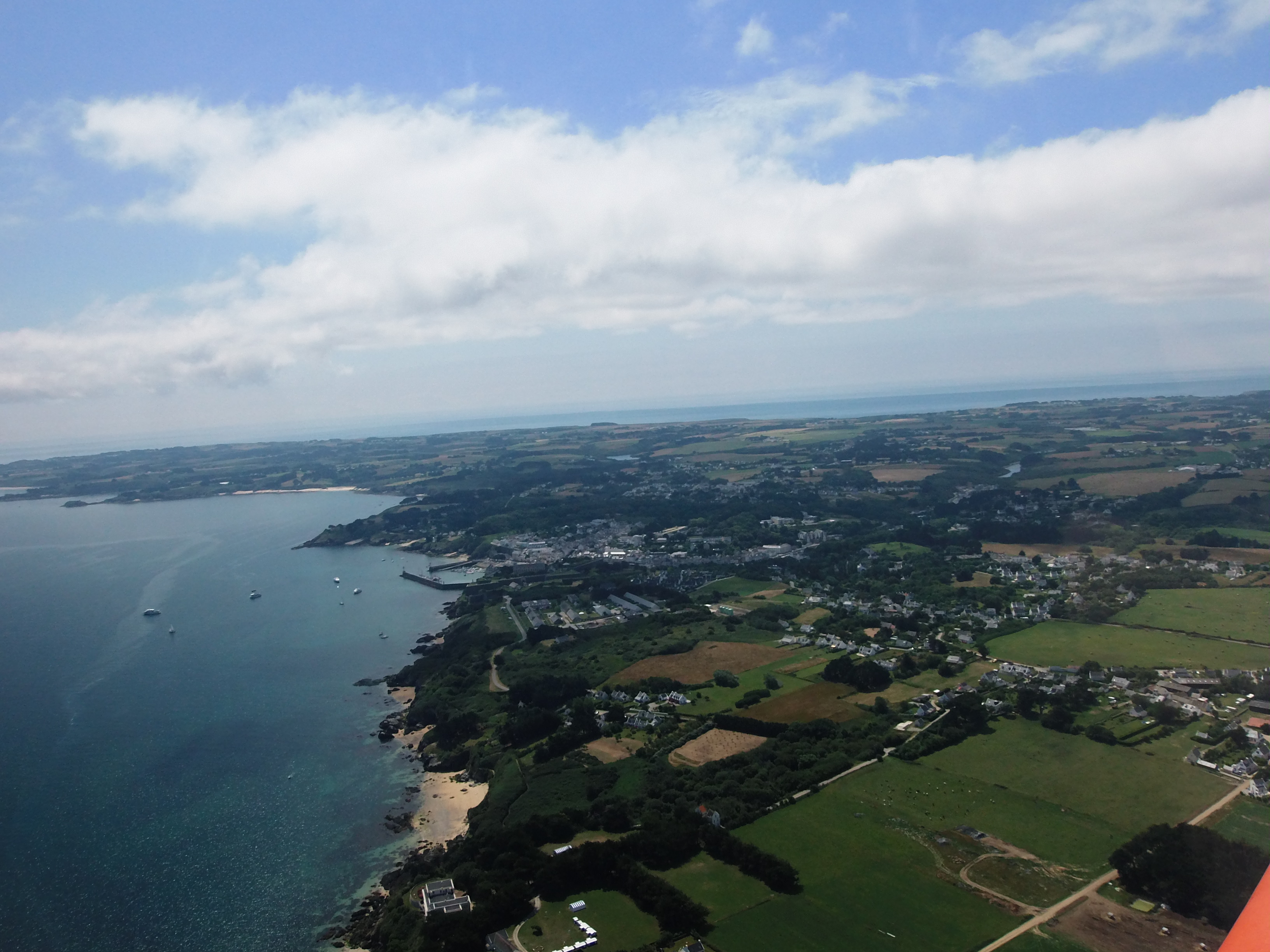
Le Palais
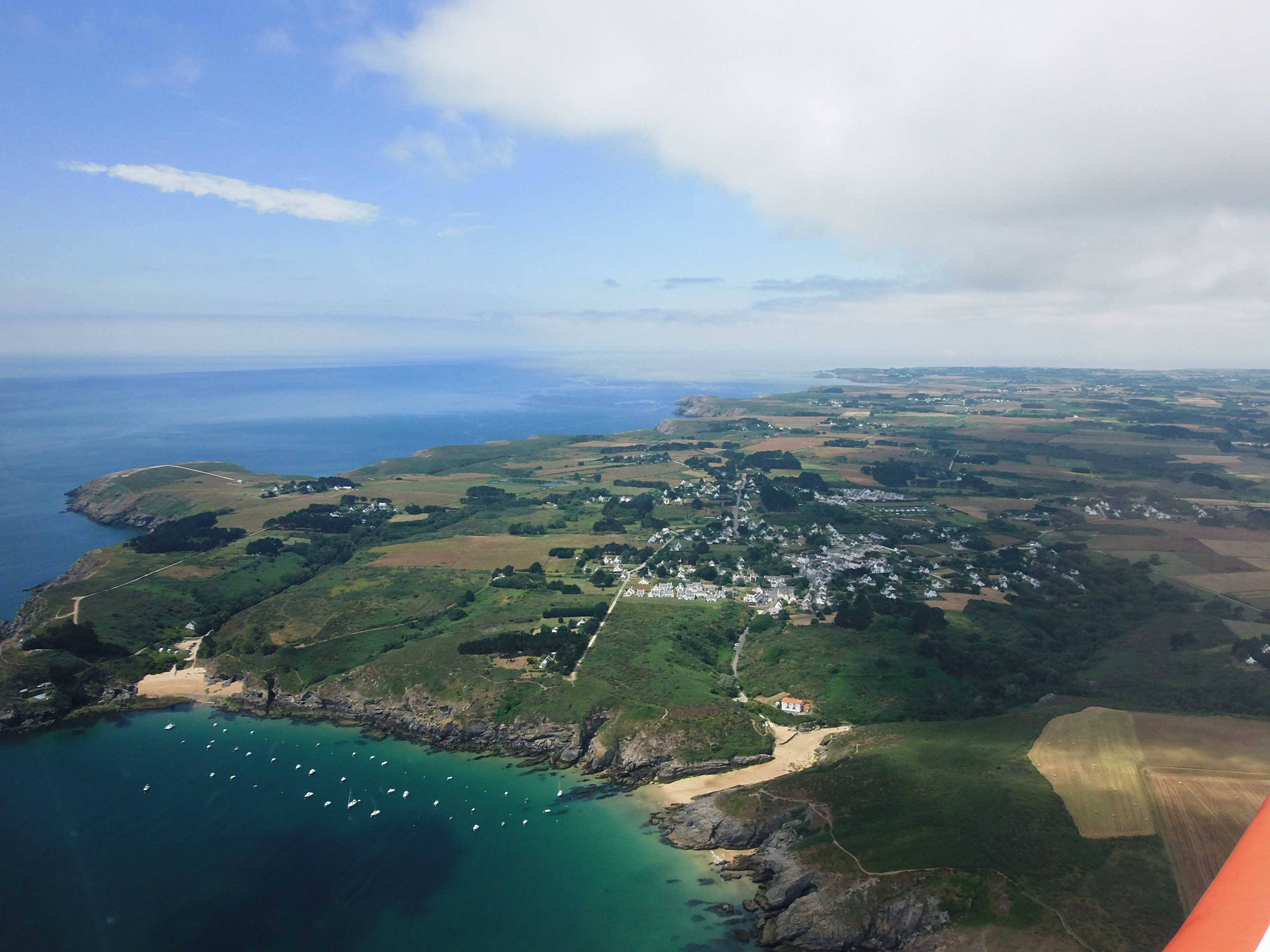
Locmaria
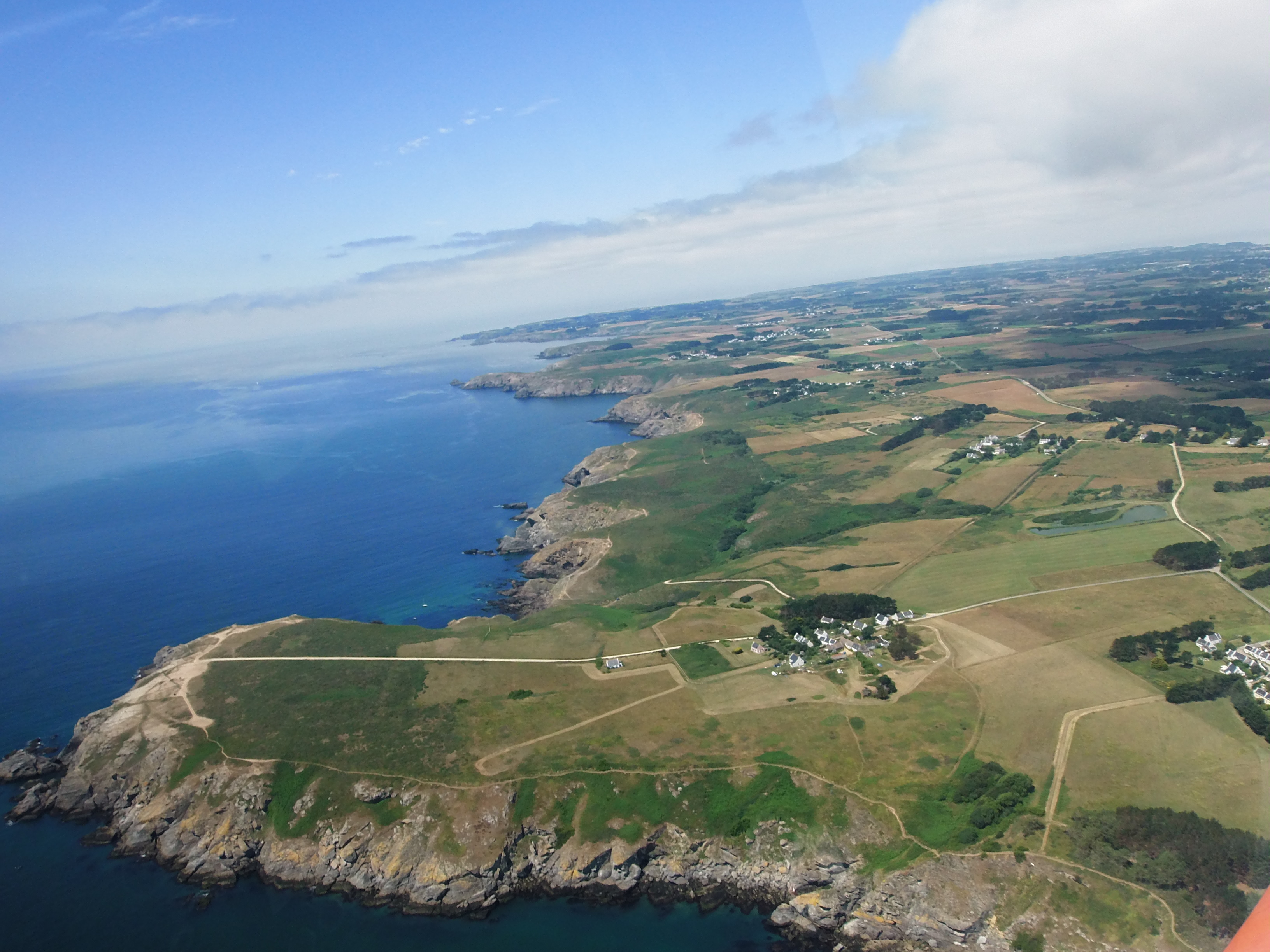
Locmaria
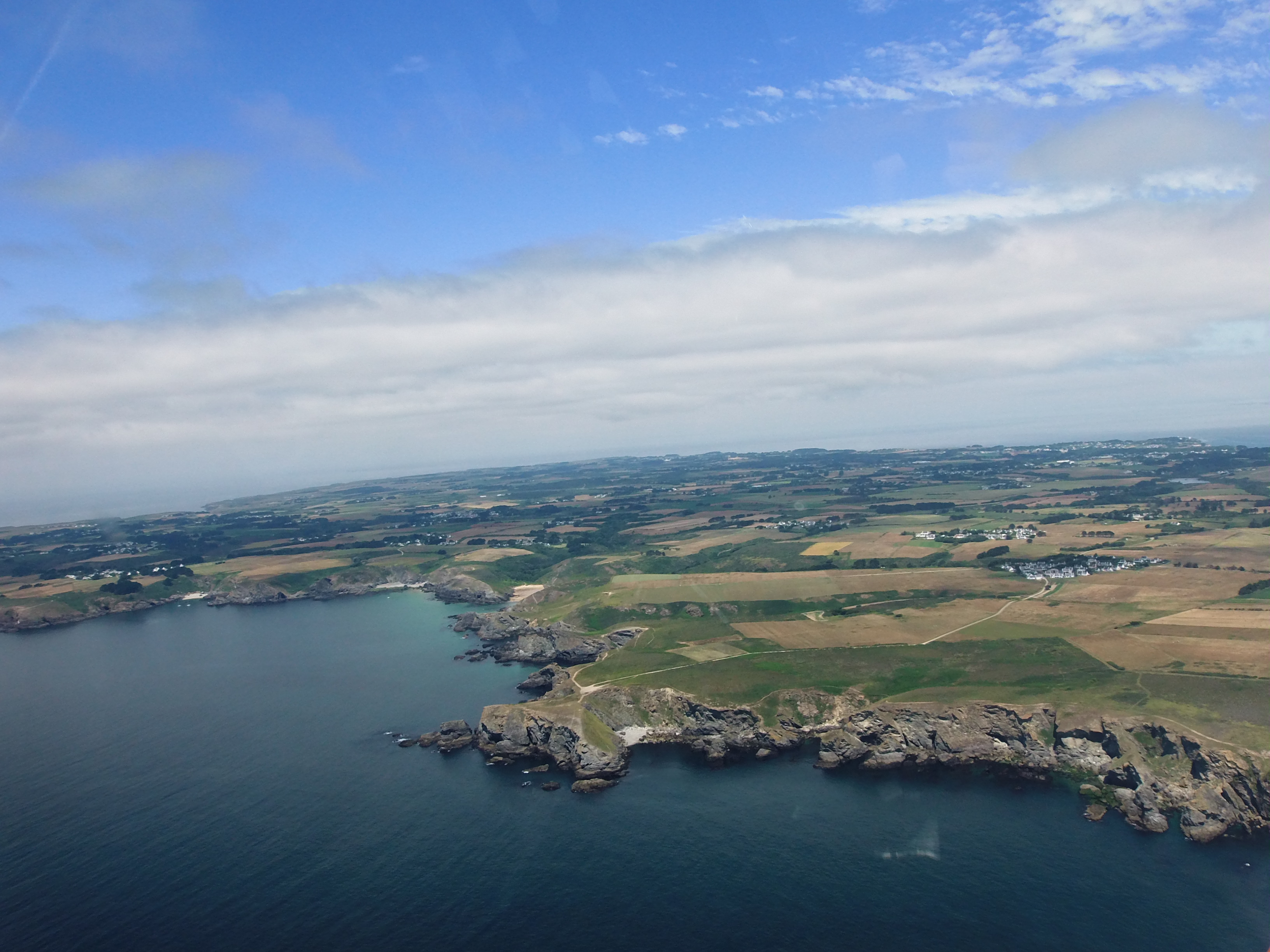
Entre Locmaria et Bangor
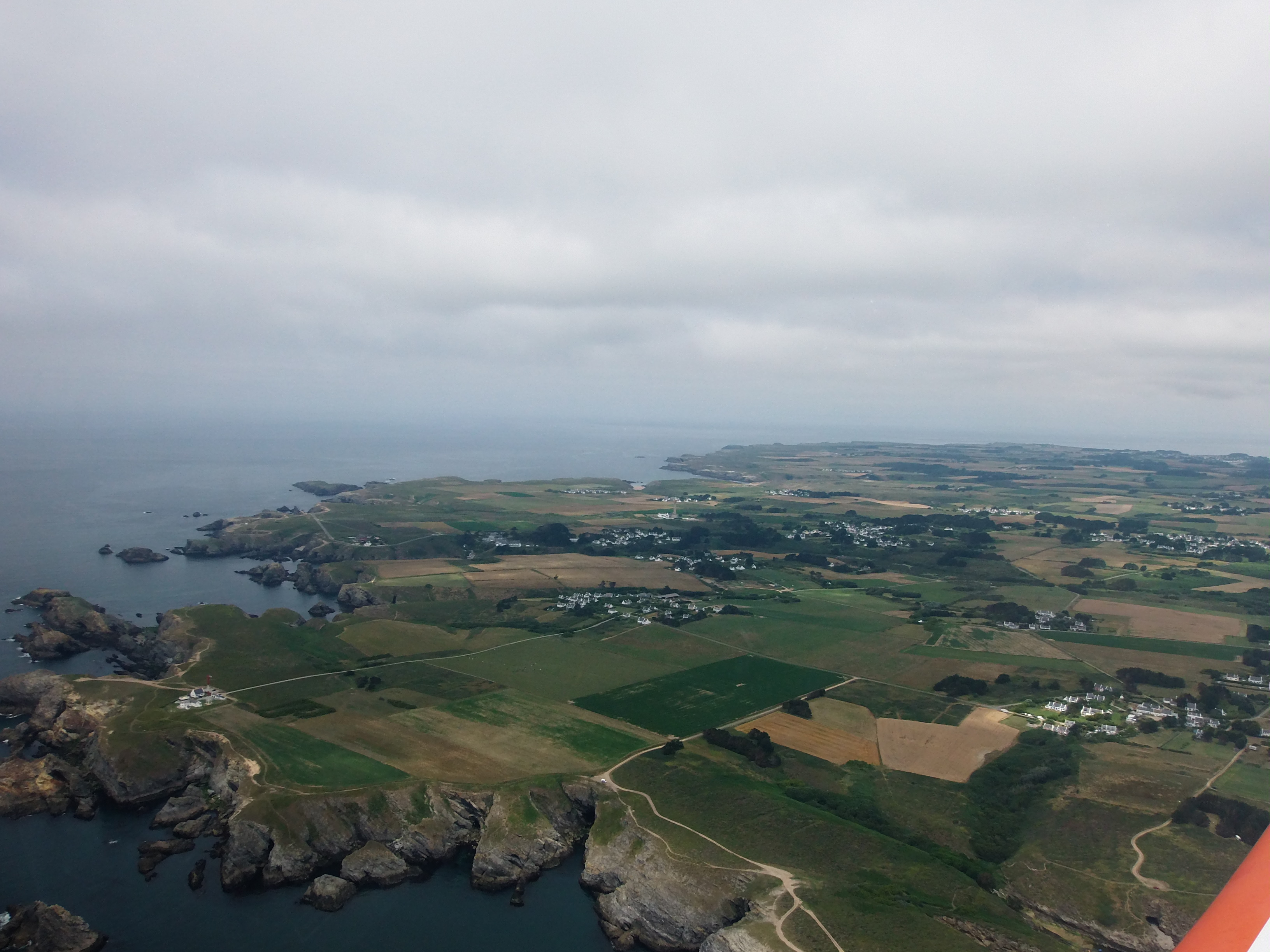
Bangor
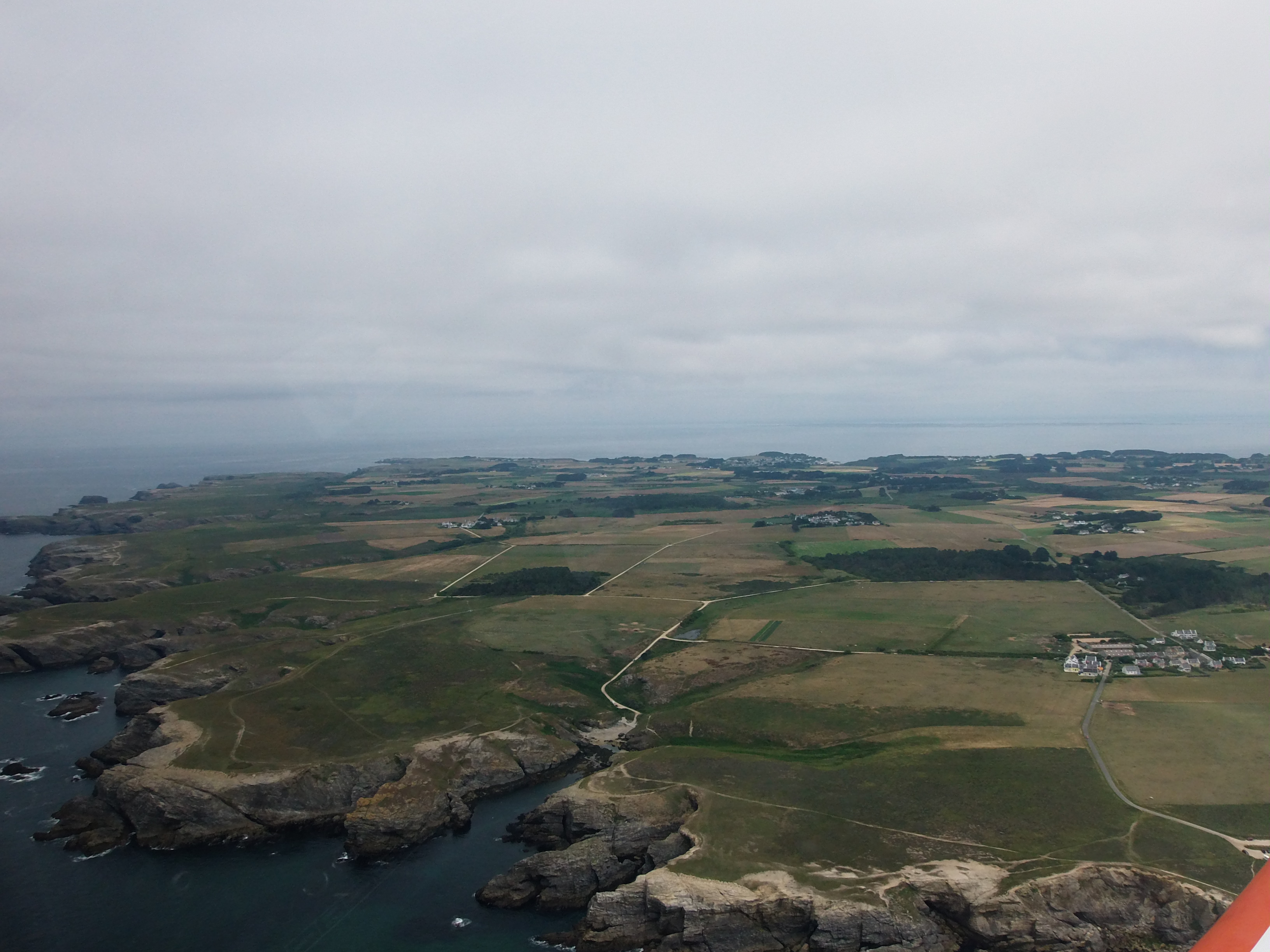
Sauzon
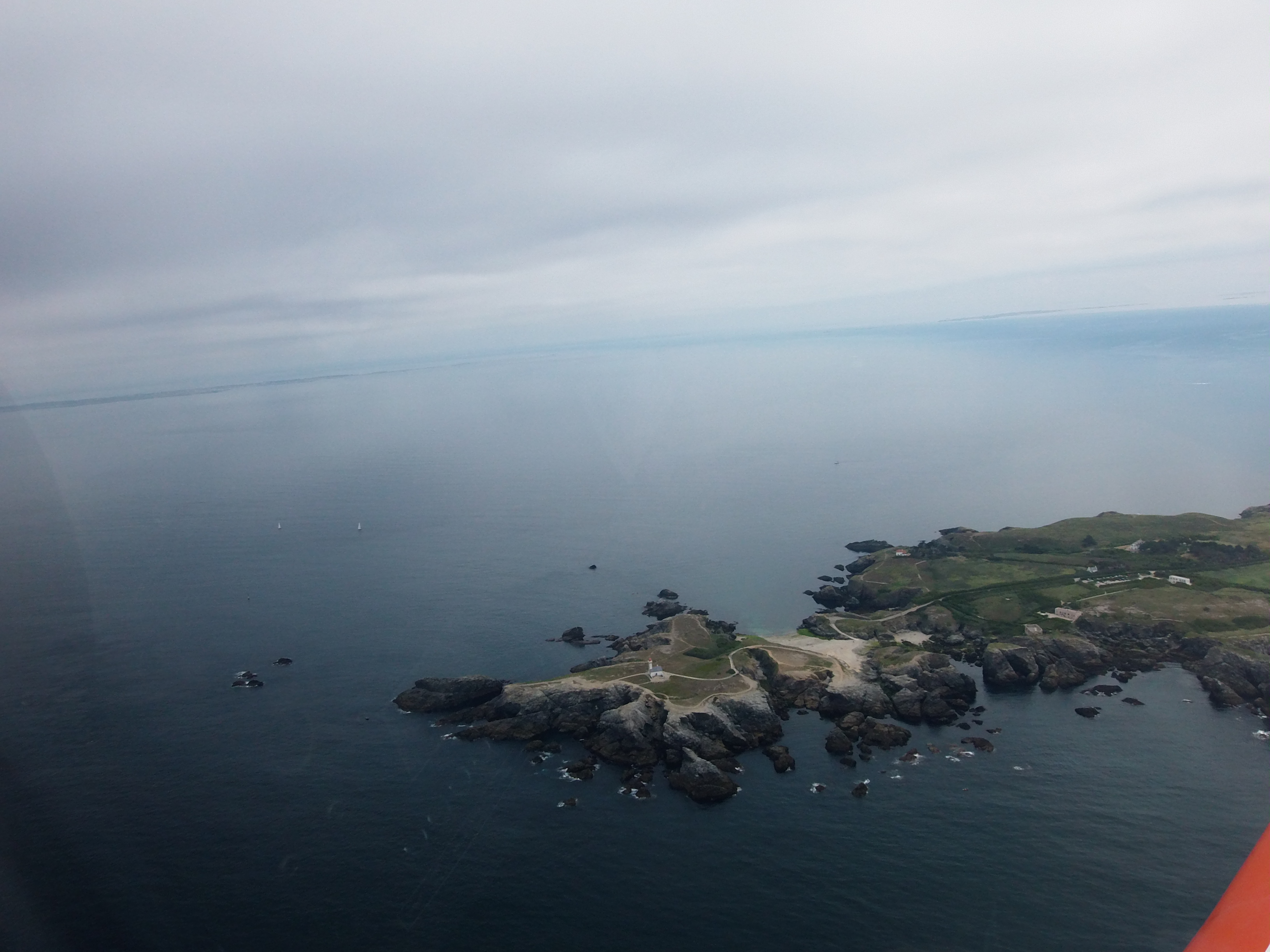
La pointe des poulains